# 全日本大学女子駅伝対校選手権大会
全日本大学女子駅伝対校選手権大会（ぜんにほんだいがくじょしえきでんたいこうせんしゅけんたいかい）は、1983年より毎年秋に開かれる女子の大学駅伝の大会である。略称は『全日本大学女子駅伝』。現在は仙台市で開催されている。第39回大会から使用されている大会マークは赤色の円に金色の6本線で「W」の文字が描かれている。
第38回大会までは『杜の都駅伝』（もりのみやこえきでん）の別称も公式に用いられ、ロゴタイプのデザインは別称と略称を組み合わせた『杜の都全日本大学女子駅伝』となっていた。

## 概要
日本学生陸上競技連合等が主催する大学女子駅伝日本一を決定する競技大会で、優勝校には文部科学大臣杯が授与される。毎年10月最終日曜日に開催されている。
1983年（昭和58年）の第1回から2004年（平成16年）の第22回大会までは日本学生陸上競技連合と朝日放送が主催して大阪市で開催されていたが、2005年（平成17年）の第23回大会からは日本学生陸上競技連合と読売新聞社が主催して仙台市で開催するようになり、『杜の都駅伝』の別称も用いられた。
1998年（平成10年）の第16回大会までは『国際大学女子招待』のサブタイトルを冠し日本のみならず海外からも大学チームを招待していた。また、競技終了後には『さよならパーティー』と題して出場チームが大阪市のホテルに集まって会食するイベントもあった。
2004年（平成16年）から上位12チームが例年12月30日開催の全日本大学女子選抜駅伝競走大会（2010年-2012年は休止、2013年より『富士山女子駅伝』として復活開催）への出場資格が得られる。2006年（平成18年）から2014年（平成26年）まで国際千葉駅伝の日本学生選抜の代表選考会も兼ねていた。

### 運営
主催
公益社団法人日本学生陸上競技連合／読売新聞社
共催
仙台市
後援
スポーツ庁／宮城県／報知新聞社／日本テレビ放送網／宮城テレビ放送
運営協力
東北学生陸上競技連盟／宮城陸上競技協会／仙台市スポーツ振興事業団
特別協賛
スターツグループ
協賛
セイコーグループ／第一三共ヘルスケア
車両提供
宮城県オールトヨタ販売店グループ

## 出場資格
現在における出場資格は以下の通り（過去、数度の出場資格の内容変更あり。）。
前回大会の上位8校までをシード校とし、その中で参加を希望するチームと、それらのシード枠参加チームを除いた各地区学連から選抜（選抜校決定方法は各地区学連に一任。）された17チームを加えた25チーム。2005年の第23回大会以降は東北学連選抜チームがオープン参加している。2012年の第30回までは上位6校までにシード権が与えられていた。

### 代表枠数の変遷
太字の数字は基本定数。
- 前年度成績による代表枠変動制。
- 40回大会以降。[2]
  - 前年度8位以内の大学にシード権。
  - 9位から17位までの大学の所属地区に成績枠計9枠を配分。
  - 成績枠で出場枠を獲得できなかった地区に基本枠8枠のうち1枠ずつ配分。
  - 残った基本枠を各地区予選会出場校から6人の同一年の4月1日から9月30日までに記録された電気計時による5000m 合計タイムの上位から出場校を決定する。
  - ただし同一地区から出場できる大学はシード校を含め最大15校。
- 31回大会から39回大会まで。
  - 前年度8位以内の大学にシード権。
  - 全国8地区に基本枠を1枠ずつ配分。
  - 9位から17位までの大学の所属地区に成績枠計9枠を配分。
  - ただし同一地区から出場できる大学はシード校を含め最大15校。
- 30回大会まで。
  - 複数枠地区代表の中での最下位校が出た地区は、次の大会での出場枠を基本定数から1枠減らす制度。削減された枠は他の地区（基本的には前年に枠を削減された地区。）に割り当てられる。

この制度により枠を削減された地区は▼で、増加した地区は△で表す。
| 回     | 年         | 総数 | シード | 北海道            | 東北              | 関東              | 北信越            | 東海              | 関西              | 中四国            | 九州              | 海外等   | -        | |
| ------ | ---------- | ---- | ------ | ----------------- | ----------------- | ----------------- | ----------------- | ----------------- | ----------------- | ----------------- | ----------------- | -------- | -------- | --- |
| 1      | 1983       | 23   | -      | （出場枠数 不明） | （出場枠数 不明） | （出場枠数 不明） | （出場枠数 不明） | （出場枠数 不明） | （出場枠数 不明） | （出場枠数 不明） | （出場枠数 不明） | 7        | -        | |
| 2      | 1984       | 24   | -      | （出場枠数 不明） | （出場枠数 不明） | （出場枠数 不明） | （出場枠数 不明） | （出場枠数 不明） | （出場枠数 不明） | （出場枠数 不明） | （出場枠数 不明） | 8        | -        | |
| 3      | 1985       | 28   | -      | （出場枠数 不明） | （出場枠数 不明） | （出場枠数 不明） | （出場枠数 不明） | （出場枠数 不明） | （出場枠数 不明） | （出場枠数 不明） | （出場枠数 不明） | 9        | -        | |
| 4～6   | 1986〜1988 | 30   | -      | （出場枠数 不明） | （出場枠数 不明） | （出場枠数 不明） | （出場枠数 不明） | （出場枠数 不明） | （出場枠数 不明） | （出場枠数 不明） | （出場枠数 不明） | 9        | -        | |
| 7〜10  | 1989〜1992 | 30   | -      | （出場枠数 不明） | （出場枠数 不明） | （出場枠数 不明） | （出場枠数 不明） | （出場枠数 不明） | （出場枠数 不明） | （出場枠数 不明） | （出場枠数 不明） | 10       | -        | |
| 11〜12 | 1993〜1994 | 29   | -      | （出場枠数 不明） | （出場枠数 不明） | （出場枠数 不明） | （出場枠数 不明） | （出場枠数 不明） | （出場枠数 不明） | （出場枠数 不明） | （出場枠数 不明） | 9        | -        | |
| 13     | 1995       | 26   | -      | （出場枠数 不明） | （出場枠数 不明） | （出場枠数 不明） | （出場枠数 不明） | （出場枠数 不明） | （出場枠数 不明） | （出場枠数 不明） | （出場枠数 不明） | 6        | -        | |
| 14     | 1996       | 30   | -      | （出場枠数 不明） | （出場枠数 不明） | （出場枠数 不明） | （出場枠数 不明） | （出場枠数 不明） | （出場枠数 不明） | （出場枠数 不明） | （出場枠数 不明） | 6        | -        | |
| 15     | 1997       | 29   | -      | （出場枠数 不明） | （出場枠数 不明） | （出場枠数 不明） | （出場枠数 不明） | （出場枠数 不明） | （出場枠数 不明） | （出場枠数 不明） | （出場枠数 不明） | 5        | -        | |
| 16     | 1998       | 30   | -      | （出場枠数 不明） | （出場枠数 不明） | （出場枠数 不明） | （出場枠数 不明） | （出場枠数 不明） | （出場枠数 不明） | （出場枠数 不明） | （出場枠数 不明） | 6        | -        | |
| 回     | 年         | 総数 | シード | 北海道            | 東北              | 関東              | 北信越            | 東海              | 関西              | 中四国            | 九州              | （選抜） | -        | |
| 17〜19 | 1999〜2001 | 25   | -      | （出場枠数 不明） | （出場枠数 不明） | （出場枠数 不明） | （出場枠数 不明） | （出場枠数 不明） | （出場枠数 不明） | （出場枠数 不明） | （出場枠数 不明） | -        | -        | - 海外招待チームの出場枠がなくなり、全25チームが参加。 |
| 20〜22 | 2002〜2004 | 25   | 6      | （出場枠数 不明） | （出場枠数 不明） | （出場枠数 不明） | （出場枠数 不明） | （出場枠数 不明） | （出場枠数 不明） | （出場枠数 不明） | （出場枠数 不明） | -        | -        | - 前大会の上位6校がシード校に。 |
| 23〜24 | 2005〜2006 | 26   | 6      | （出場枠数 不明） | （出場枠数 不明） | （出場枠数 不明） | （出場枠数 不明） | （出場枠数 不明） | （出場枠数 不明） | （出場枠数 不明） | （出場枠数 不明） | (1)      | -        | - 東北学連選抜のオープン参加により、全26チームが参加。 |
| 25     | 2007       | 26   | 6      | 1                 | 2                 | 6                 | 1                 | 2                 | 4                 | 1                 | 2                 | (1)      | -        | |
| 26     | 2008       | 26   | 6      | 1                 | 2                 | 6                 | 2△                | 1▼                | 4                 | 1                 | 2                 | (1)      | -        | - 前年結果により東海が1校(1減)、北信越が2校(1増)へ（前年1枠地区の最上位）。 |
| 27     | 2009       | 26   | 6      | 1                 | 2                 | 6                 | 1▼                | 1                 | 4                 | 2△                | 2                 | (1)      | -        | - 前年結果により北信越が1校(1減)、中四国が2校(1増)へ（前年1枠地区の最上位）。 |
| 回     | 年         | 総数 | シード | 北海道            | 東北              | 関東              | 北信越            | 東海              | 関西              | 中四国            | 九州              | （選抜） | -        | - 第28〜30回の基本定数を見直し。 |
| 回     | 年         | 26   | 6      | 1                 | 1                 | 6                 | 1                 | 2                 | 4                 | 2                 | 2                 | (1)      | -        | - 第28〜30回の基本定数を見直し。 |
| 28     | 2010       | 26   | 6      | 1                 | 1                 | 6                 | 1                 | 2                 | 4                 | 2                 | 2                 | (1)      | -        | （見直しによる出場基本枠数） |
| 29     | 2011       | 26   | 6      | 1                 | 2△                | 6                 | 1                 | 1▼                | 4                 | 2                 | 2                 | (1)      | -        | - 前年結果により東海が1校(1減)、東北が2校(1増)へ（前年1枠地区の最上位）。 |
| 30     | 2012       | 28   | 6      | 1                 | 2                 | 5▼                | 1                 | 2△                | 4                 | 2                 | 2                 | (1)      | 記念 2枠 | - 記念大会により2枠増の28チーム参加 - 前年結果により関東が5校(1減)、東海が2校(1増)へ（前年1枠地区の最上位）。 - 30回記念枠として予選不通過校の中から5000m平均タイムの上位2校を選出。                                                                             |
| 回     | 年         | 総数 | シード | 北海道            | 東北              | 関東              | 北信越            | 東海              | 関西              | 中四国            | 九州              | （選抜） | -        | - 出場枠決定方法の見直し - 前年度8位以内の大学にシード権 [32回大会から]。 - 全国8地区に基本枠を1枠ずつ配分。 - 9位～17位の大学の所属地区に成績枠9枠を配分。 |
| 回     | 年         | 26   | 6 [8]  | 1                 | 1                 | 6                 | 1                 | 2                 | 4                 | 1                 | 3                 | (1)      | -        | - 出場枠決定方法の見直し - 前年度8位以内の大学にシード権 [32回大会から]。 - 全国8地区に基本枠を1枠ずつ配分。 - 9位～17位の大学の所属地区に成績枠9枠を配分。 |
| 31     | 2013       | 26   | 6      | 1                 | 1                 | 6                 | 1                 | 2                 | 4                 | 1                 | 3                 | (1)      | -        | （見直しによる出場基本枠数） |
| 32     | 2014       | 26   | 8△     | 1                 | 1                 | 6                 | 1                 | 1▼                | 4                 | 1                 | 2▼                | (1)      | -        | - 前年の出場枠見直しによりシード校が6校から8校(2増)へ。 - 前年結果により東海が1校(1減)、九州が2校(1減)へ。 |
| 33     | 2015       | 26   | 8      | 1                 | 2△                | 6                 | 1                 | 1                 | 4                 | 1                 | 1▼                | (1)      | -        | - 前年結果により東北が2校(1増)、九州が1校(1減)へ。 |
| 34     | 2016       | 26   | 8      | 1                 | 2                 | 5▼                | 1                 | 1                 | 3▼                | 1                 | 3△                | (1)      | -        | - 前年結果により関東が5校(1減)、関西が3校(1減)、九州が3校(2増)へ。 |
| 35     | 2017       | 26   | 8      | 1                 | 1▼                | 6△                | 1                 | 1                 | 3                 | 1                 | 3                 | (1)      | -        | - 前年結果により東北が1校(1減)、関東が6校(1増)へ。 |
| 36     | 2018       | 26   | 8      | 1                 | 2△                | 4▼                | 1                 | 1                 | 4△                | 2△                | 2▼                | (1)      | -        | - 前年結果により 00増加地区が東北が2校(1増)、関西が4校(1増)、中四国が2校(1増)、 00減少地区が関東が4校(2減)、九州が2校(1減)へ。 |
| 37     | 2019       | 26   | 8      | 1                 | 2                 | 6△                | 1                 | 1                 | 4                 | 1▼                | 1▼                | (1)      | -        | - 前年結果により関東が6校(2増)、中四国が1校(1減)、九州が1校(1減)へ。 |
| 38     | 2020       | 25   | 8      | 1                 | 1 (1)             | 4▼                | 1                 | 1                 | 5△                | 1                 | 2△                | (-)      | -        | - 前年結果により関東が4校(2減)、関西が5校(1増)、九州が2校(1増)へ。 - 東北地区の石巻専修大は締切後エントリーの為オープン参加扱い。 - 新型コロナウイルス感染拡大防止のためオープン参加の東北学連選抜は編成せず。                                                   |
| 39     | 2021       | 26   | 8      | 1                 | 2                 | 4                 | 1                 | 2△                | 4▼                | 1                 | 2                 | (1)      | -        | - 前年結果により東海が2校(1増)、関西が4校(1減)へ。 |
| 回     | 年         | 総数 | シード | 北海道            | 東北              | 関東              | 北信越            | 東海              | 関西              | 中四国            | 九州              | 基本枠   | （選抜） | - 出場枠決定方法の見直し - 前年度8位以内の大学にシード権。 - 前年度9位～17位の大学の所属地区に「成績枠」9枠を配分。 - 成績枠で出場枠を獲得できなかった地区に「基本枠」8枠から1枠ずつ配分(*印)。 - 「基本枠」8枠のうち残りは5000m 6名の合計タイムの上位校を選出。 |
| 回     | 年         | 26   | 8      | 1*                | 1                 | 1*                | 1*                | 1                 | 5                 | 1*                | 2                 | 4        | (1)      | - 出場枠決定方法の見直し - 前年度8位以内の大学にシード権。 - 前年度9位～17位の大学の所属地区に「成績枠」9枠を配分。 - 成績枠で出場枠を獲得できなかった地区に「基本枠」8枠から1枠ずつ配分(*印)。 - 「基本枠」8枠のうち残りは5000m 6名の合計タイムの上位校を選出。 |
| 40     | 2022       | 26   | 7▼     | 1*                | 1                 | 1* [6]            | 1*                | 1                 | 5                 | 1*                | 1▼                | [6△]     | (1)      | - 前年シードの松山大学が廃部のためシード校からの出場数は7校。 - 前年成績により出場枠数2の九州は予選参加数が1校だったため、枠数1を返上。 - 上記2件による余剰の2枠は今大会の「基本枠(合計タイム)」に2枠を加えて6枠とする。                                         |
| 41     | 2023       | 26   | 8△     | 1*                | 1                 | 3△                | 1*                | 1                 | 3▼                | 1*                | 1                 | 5▼       | (1)      | - シード校8校。前年結果により関東が3校(2増)、関西が3校(2減)へ。 |

- (数字)はオープン参加のチーム数を表す。

## 歴代出場校順位成績

### 凡例
- 初出場校についてはリンク付で示してある。
- 優勝校の括弧内は優勝回数を表す。
- 第19回大会以降のボールド体 の校名は次大会でのシード出場権獲得校を表す。
- 第20回大会以降の◎付きの校名は当該大会でのシード出場校を表す。
- 第25回大会以降の△付きの校名は次大会での地区代表枠の増加対象校を表す。また、▼付きの校名は次大会での地区代表枠の削減対象校を表す。
  - 削減対象については出場資格の項を参照。
- 第25回〜第38回大会の※付きの校名は定数1枠地区の代表校を表す。
- 第31回大会以降の9位〜17位の地区名は次大会での成績枠(9校)の配分地区を表す。
- 第40回大会以降の※付きの校名は基本枠（記録枠/5000m×6名の合計タイム）の代表校を表す。
- 第23回大会から出場している東北学連選抜、第38回大会の石巻専修大学はオープン参加（OP）のため順位なし。括弧内はゴールした順番を表す。

### 第1回〜第10回
| 第1回 （1983年11月23日） | 第1回 （1983年11月23日） |
| ------------------------ | ------------------------ |
| 優勝                     | サンディエゴ州立大学(初) |
| 2位                      | 大阪体育大学             |
| 3位                      | ミラノ大学               |
| 4位                      | 筑波大学                 |
| 5位                      | 中京大学                 |
| 6位                      | 日本女子体育大学         |
| 7位                      | 上海体育学院分院         |
| 8位                      | 東京女子体育大学         |
| 9位                      | 日本体育大学             |
| 10位                     | 中央大学                 |
| 11位                     | メルボルン大学           |
| 12位                     | 武庫川女子大学           |
| 13位                     | 国士舘大学               |
| 14位                     | 大阪成蹊女子短期大学     |
| 15位                     | 関西学院大学             |
| 16位                     | 大阪教育大学             |
| 17位                     | サンフランシスコ大学     |
| 18位                     | 中京女子大学             |
| 19位                     | サンパウロ大学           |
| 20位                     | 北海道女子短期大学       |
| 21位                     | 神戸大学                 |
| 22位                     | 九州女子短期大学         |
| 23位                     | 梨花女子大学校           |

| 第2回 （1984年11月11日） | 第2回 （1984年11月11日） |
| ------------------------ | ------------------------ |
| 優勝                     | 大阪体育大学(初)         |
| 2位                      | 日本女子体育大学         |
| 3位                      | 中京大学                 |
| 4位                      | 筑波大学                 |
| 5位                      | サンディエゴ州立大学     |
| 6位                      | 上海体育学院分院         |
| 7位                      | メルボルン大学           |
| 8位                      | ミラノ大学               |
| 9位                      | 東京女子体育大学         |
| 10位                     | 武庫川女子大学           |
| 11位                     | 日本体育大学             |
| 12位                     | 国士舘大学               |
| 13位                     | 大阪教育大学             |
| 14位                     | 北海道女子短期大学       |
| 15位                     | サンパウロ大学           |
| 16位                     | ロンドン大学             |
| 17位                     | サンフランシスコ大学     |
| 18位                     | 関西学院大学             |
| 19位                     | 中京女子大学             |
| 20位                     | 梨花女子大学校           |
| 21位                     | 大阪成蹊女子短期大学     |
| 22位                     | 山形女子短期大学         |
| 23位                     | 長崎県立女子短期大学     |
| 24位                     | 大阪市立大学             |

| 第3回 （1985年11月10日） | 第3回 （1985年11月10日） |
| ------------------------ | ------------------------ |
| 優勝                     | 大阪体育大学(2)          |
| 2位                      | レニングラード体育大学   |
| 3位                      | 日本女子体育大学         |
| 4位                      | ミラノ大学               |
| 5位                      | 中京大学                 |
| 6位                      | ロンドン大学             |
| 7位                      | 上海体育運動技術学院     |
| 8位                      | 東京女子体育大学         |
| 9位                      | サンディエゴ州立大学     |
| 10位                     | 国士舘大学               |
| 11位                     | 筑波大学                 |
| 12位                     | 日本体育大学             |
| 13位                     | 武庫川女子大学           |
| 14位                     | メルボルン大学           |
| 15位                     | 中央大学                 |
| 16位                     | サンフランシスコ大学     |
| 17位                     | 大阪教育大学             |
| 18位                     | サンパウロ大学           |
| 19位                     | 島根大学                 |
| 20位                     | 北海道女子短期大学       |
| 21位                     | 愛知教育大学             |
| 22位                     | 長崎県立女子短期大学     |
| 23位                     | 京都教育大学             |
| 24位                     | 大阪成蹊女子短期大学     |
| 25位                     | 梨花女子大学校           |
| 26位                     | 信州大学                 |
| 27位                     | 大阪市立大学             |
| 28位                     | 福島大学                 |

| 第4回 （1986年11月23日） | 第4回 （1986年11月23日） |
| ------------------------ | ------------------------ |
| 優勝                     | ミラノ大学(初)           |
| 2位                      | 東京女子体育大学         |
| 3位                      | レニングラード体育大学   |
| 4位                      | 日本女子体育大学         |
| 5位                      | 大阪体育大学             |
| 6位                      | 日本体育大学             |
| 7位                      | サンディエゴ州立大学     |
| 8位                      | 中京大学                 |
| 9位                      | メルボルン大学           |
| 10位                     | 中央大学                 |
| 11位                     | 上海体育運動技術学院     |
| 12位                     | 筑波大学                 |
| 13位                     | 国士舘大学               |
| 14位                     | ロンドン大学             |
| 15位                     | 福岡大学                 |
| 16位                     | 北海道女子短期大学       |
| 17位                     | 武庫川女子大学           |
| 18位                     | 愛知教育大学             |
| 19位                     | 大阪教育大学             |
| 20位                     | サンパウロ大学           |
| 21位                     | サンフランシスコ大学     |
| 22位                     | 慶應義塾大学             |
| 23位                     | 島根大学                 |
| 24位                     | 梨花女子大学校           |
| 25位                     | 大阪成蹊女子短期大学     |
| 26位                     | 仙台大学                 |
| 27位                     | 大阪市立大学             |
| 28位                     | 新潟大学                 |
| 29位                     | 奈良教育大学             |

| 第5回 （1987年11月22日） | 第5回 （1987年11月22日）   |
| ------------------------ | -------------------------- |
| 優勝                     | レニングラード体育大学(初) |
| 2位                      | ミラノ大学                 |
| 3位                      | 中央大学                   |
| 4位                      | 大阪体育大学               |
| 5位                      | 東京女子体育大学           |
| 6位                      | 日本体育大学               |
| 7位                      | 日本女子体育大学           |
| 8位                      | 中京大学                   |
| 9位                      | 上海体育学院分院           |
| 10位                     | 福岡大学                   |
| 11位                     | 国士舘大学                 |
| 12位                     | サンディエゴ州立大学       |
| 13位                     | 筑波大学                   |
| 14位                     | 武庫川女子大学             |
| 15位                     | 京都教育大学               |
| 16位                     | 大阪教育大学               |
| 17位                     | 北海道女子短期大学         |
| 18位                     | サンパウロ大学             |
| 19位                     | 愛知教育大学               |
| 20位                     | 大阪短期大学               |
| 21位                     | 東京学芸大学               |
| 22位                     | 島根大学                   |
| 23位                     | メルボルン大学             |
| 24位                     | 仙台大学                   |
| 25位                     | 大阪市立大学               |
| 26位                     | サンフランシスコ大学       |
| 27位                     | ロンドン大学               |
| 28位                     | 新潟大学                   |
| 29位                     | 梨花女子大学校             |
| 30位                     | シカゴ大学                 |

| 第6回 （1988年11月27日） | 第6回 （1988年11月27日） |
| ------------------------ | ------------------------ |
| 優勝                     | ミラノ大学(2)            |
| 2位                      | 東京女子体育大学         |
| 3位                      | 日本体育大学             |
| 4位                      | 日本女子体育大学         |
| 5位                      | レニングラード体育大学   |
| 6位                      | 福岡大学                 |
| 7位                      | 大阪体育大学             |
| 8位                      | 中央大学                 |
| 9位                      | 中京大学                 |
| 10位                     | 武庫川女子大学           |
| 11位                     | 京都教育大学             |
| 12位                     | 国士舘大学               |
| 13位                     | サンディエゴ州立大学     |
| 14位                     | 筑波大学                 |
| 15位                     | メルボルン大学           |
| 16位                     | 上海体育運動技術学院     |
| 17位                     | 東京学芸大学             |
| 18位                     | 島根大学                 |
| 19位                     | 大阪学院大学             |
| 20位                     | 大阪教育大学             |
| 21位                     | 愛知教育大学             |
| 22位                     | サンパウロ大学           |
| 23位                     | サンフランシスコ大学     |
| 24位                     | 福島大学                 |
| 25位                     | 新潟大学                 |
| 26位                     | 梨花女子大学校           |
| 27位                     | 北海道女子短期大学       |
| 28位                     | 大阪短期大学             |
| 29位                     | ロンドン大学             |
| 30位                     | シカゴ大学               |

| 第7回 （1989年11月26日） | 第7回 （1989年11月26日） |
| ------------------------ | ------------------------ |
| 優勝                     | 中央大学(初)             |
| 2位                      | 東京農業大学短期大学     |
| 3位                      | 東京女子体育大学         |
| 4位                      | レニングラード体育大学   |
| 5位                      | 大阪体育大学             |
| 6位                      | 日本体育大学             |
| 7位                      | 福岡大学                 |
| 8位                      | 武庫川女子大学           |
| 9位                      | 上海体育運動技術学院     |
| 10位                     | 京都教育大学             |
| 11位                     | 日本女子体育大学         |
| 12位                     | 筑波大学                 |
| 13位                     | ミラノ大学               |
| 14位                     | 中京大学                 |
| 15位                     | 大阪学院大学             |
| 16位                     | 国士舘大学               |
| 17位                     | 大阪薫英女子短期大学     |
| 18位                     | 大阪教育大学             |
| 19位                     | 島根大学                 |
| 20位                     | メルボルン大学           |
| 21位                     | サンフランシスコ大学     |
| 22位                     | 中京女子大学             |
| 23位                     | 東北福祉大学             |
| 24位                     | サンディエゴ州立大学     |
| 25位                     | サンパウロ大学           |
| 26位                     | 北海道女子短期大学       |
| 27位                     | 新潟大学                 |
| 28位                     | ロンドン大学             |
| 29位                     | シカゴ大学               |
| 30位                     | 梨花女子大学校           |

| 第8回 （1990年11月25日） | 第8回 （1990年11月25日） |
| ------------------------ | ------------------------ |
| 優勝                     | サンパウロ大学(初)       |
| 2位                      | 上海体育運動技術学院     |
| 3位                      | 東京女子体育大学         |
| 4位                      | 大阪体育大学             |
| 5位                      | 中央大学                 |
| 6位                      | 京都教育大学             |
| 7位                      | 東京農業大学短期大学     |
| 8位                      | 福岡大学                 |
| 9位                      | ミラノ大学               |
| 10位                     | 筑波大学                 |
| 11位                     | 日本女子体育大学         |
| 12位                     | 日本体育大学             |
| 13位                     | 城西大学                 |
| 14位                     | 武庫川女子大学           |
| 15位                     | 大阪学院大学             |
| 16位                     | 立命館大学               |
| 17位                     | メルボルン大学           |
| 18位                     | 中京大学                 |
| 19位                     | 大阪薫英女子短期大学     |
| 20位                     | 島根大学                 |
| 21位                     | 福島大学                 |
| 22位                     | サンディエゴ州立大学     |
| 23位                     | 北海道女子短期大学       |
| 24位                     | シカゴ大学               |
| 25位                     | レニングラード商科大学   |
| 26位                     | ロンドン大学             |
| 27位                     | 新潟大学                 |
| 28位                     | サンフランシスコ大学     |
| 29位                     | 梨花女子大学校           |
| 途中棄権                 | 長崎県立女子短期大学     |

| 第9回 （1991年11月24日） | 第9回 （1991年11月24日） |
| ------------------------ | ------------------------ |
| 優勝                     | 東京女子体育大学(初)     |
| 2位                      | レニングラード体育大学   |
| 3位                      | 日本体育大学             |
| 4位                      | 上海体育運動技術学院     |
| 5位                      | 東京農業大学             |
| 6位                      | 中央大学                 |
| 7位                      | 筑波大学                 |
| 8位                      | 日本女子体育大学         |
| 9位                      | 立命館大学               |
| 10位                     | 大阪学院大学             |
| 11位                     | 福岡大学                 |
| 12位                     | 大阪体育大学             |
| 13位                     | 武庫川女子大学           |
| 14位                     | 日本大学                 |
| 15位                     | 大阪薫英女子短期大学     |
| 16位                     | 同志社大学               |
| 17位                     | 中京大学                 |
| 18位                     | サンパウロ大学           |
| 19位                     | ミラノ大学               |
| 20位                     | メルボルン大学           |
| 21位                     | 東北福祉大学             |
| 22位                     | サンディエゴ州立大学     |
| 23位                     | 金沢大学                 |
| 24位                     | 中京女子大学             |
| 25位                     | サンフランシスコ大学     |
| 26位                     | 韓国体育大学             |
| 27位                     | 北海道女子短期大学       |
| 28位                     | ロンドン大学             |
| 29位                     | シカゴ大学               |
| 30位                     | 島根大学                 |

| 第10回 （1992年11月22日） | 第10回 （1992年11月22日） |
| ------------------------- | ------------------------- |
| 優勝                      | 東京農業大学(初)          |
| 2位                       | レスガフト体育大学        |
| 3位                       | 筑波大学                  |
| 4位                       | 日本体育大学              |
| 5位                       | 上海体育運動技術学院      |
| 6位                       | 東京女子体育大学          |
| 7位                       | 中央大学                  |
| 8位                       | 龍谷大学                  |
| 9位                       | 立命館大学                |
| 10位                      | 福岡大学                  |
| 11位                      | 大阪学院大学              |
| 12位                      | 順天堂大学                |
| 13位                      | 日本女子体育大学          |
| 14位                      | 武庫川女子大学            |
| 15位                      | ミラノ大学                |
| 16位                      | 大阪薫英女子短期大学      |
| 17位                      | 大阪短期大学              |
| 18位                      | 中京女子大学              |
| 19位                      | メルボルン大学            |
| 20位                      | サンディエゴ州立大学      |
| 21位                      | ロンドン大学              |
| 22位                      | サンパウロ大学            |
| 23位                      | 鹿屋体育大学              |
| 24位                      | 金沢大学                  |
| 25位                      | 北海道教育大学            |
| 26位                      | 韓国体育大学              |
| 27位                      | 東北福祉大学              |
| 28位                      | 広島大学                  |
| 29位                      | サンフランシスコ大学      |
| 30位                      | シカゴ大学                |

### 第11回〜第20回
| 第11回 （1993年11月28日） | 第11回 （1993年11月28日） |
| ------------------------- | ------------------------- |
| 優勝                      | 中央大学(2)               |
| 2位                       | 福岡大学                  |
| 3位                       | 東京女子体育大学          |
| 4位                       | 龍谷大学                  |
| 5位                       | 東京農業大学              |
| 6位                       | 立命館大学                |
| 7位                       | 日本体育大学              |
| 8位                       | 大阪学院大学              |
| 9位                       | 順天堂大学                |
| 10位                      | レスガフト体育大学        |
| 11位                      | 筑波大学                  |
| 12位                      | 国士舘大学                |
| 13位                      | 中京大学                  |
| 14位                      | ミラノ大学                |
| 15位                      | 上海体育運動技術学院      |
| 16位                      | 大阪体育大学              |
| 17位                      | 大阪薫英女子短期大学      |
| 18位                      | 武庫川女子大学            |
| 19位                      | 中京女子大学              |
| 20位                      | 東北福祉大学              |
| 21位                      | メルボルン大学            |
| 22位                      | ロンドン大学              |
| 23位                      | サンパウロ大学            |
| 24位                      | 北海道教育大学            |
| 25位                      | 金沢大学                  |
| 26位                      | ハンブルク大学            |
| 27位                      | 広島大学                  |
| 28位                      | サンディエゴ州立大学      |
| 29位                      | サンフランシスコ大学      |

| 第12回 （1994年11月27日） | 第12回 （1994年11月27日） |
| ------------------------- | ------------------------- |
| 優勝                      | 京都産業大学(初)          |
| 2位                       | 筑波大学                  |
| 3位                       | 中央大学                  |
| 4位                       | 上海体育運動技術学院      |
| 5位                       | レスガフト体育大学        |
| 6位                       | 順天堂大学                |
| 7位                       | ミラノ大学                |
| 8位                       | 福岡大学                  |
| 9位                       | 大阪学院大学              |
| 10位                      | 日本体育大学              |
| 11位                      | 中京大学                  |
| 12位                      | 立命館大学                |
| 13位                      | 東京女子体育大学          |
| 14位                      | 東京農業大学              |
| 15位                      | 亜細亜大学                |
| 16位                      | 鹿屋体育大学              |
| 17位                      | 大阪薫英女子短期大学      |
| 18位                      | 龍谷大学                  |
| 19位                      | サンディエゴ州立大学      |
| 20位                      | 大阪短期大学              |
| 21位                      | 美作女子大学              |
| 22位                      | ハンブルク大学            |
| 23位                      | 北海道教育大学            |
| 24位                      | 高岡法科大学              |
| 25位                      | ロンドン大学              |
| 26位                      | メルボルン大学            |
| 27位                      | サンパウロ大学            |
| 28位                      | 東北大学                  |
| 29位                      | シカゴ大学                |

| 第13回 （1995年11月26日） | 第13回 （1995年11月26日） |
| ------------------------- | ------------------------- |
| 優勝                      | 京都産業大学(2)           |
| 2位                       | 名古屋商科大学            |
| 3位                       | 中央大学                  |
| 4位                       | 順天堂大学                |
| 5位                       | 城西大学                  |
| 6位                       | 亜細亜大学                |
| 7位                       | 東京農業大学              |
| 8位                       | 中京大学                  |
| 9位                       | 筑波大学                  |
| 10位                      | レスガフト体育大学        |
| 11位                      | 福岡大学                  |
| 12位                      | 立命館大学                |
| 13位                      | 白鷗大学                  |
| 14位                      | 大阪学院大学              |
| 15位                      | 広島経済大学              |
| 16位                      | 大阪薫英女子短期大学      |
| 17位                      | 神戸学院大学              |
| 18位                      | ミラノ大学                |
| 19位                      | メルボルン大学            |
| 20位                      | 九州女子大学              |
| 21位                      | 福島大学                  |
| 22位                      | サンディエゴ州立大学      |
| 23位                      | 北海道教育大学            |
| 24位                      | 高岡法科大学              |
| 25位                      | ハンブルク大学            |
| 26位                      | 上海体育運動技術学院      |

| 第14回 （1996年11月24日） | 第14回 （1996年11月24日） |
| ------------------------- | ------------------------- |
| 優勝                      | 京都産業大学(3)           |
| 2位                       | 城西大学                  |
| 3位                       | 中央大学                  |
| 4位                       | 名古屋商科大学            |
| 5位                       | 上海体育運動技術学院      |
| 6位                       | 筑波大学                  |
| 7位                       | 順天堂大学                |
| 8位                       | 東京農業大学              |
| 9位                       | 東京女子体育大学          |
| 10位                      | 中京大学                  |
| 11位                      | 日本体育大学              |
| 12位                      | 広島経済大学              |
| 13位                      | ミラノ大学                |
| 14位                      | 福岡大学                  |
| 15位                      | 大阪薫英女子短期大学      |
| 16位                      | 大阪学院大学              |
| 17位                      | 亜細亜大学                |
| 18位                      | 立命館大学                |
| 19位                      | レスガフト体育大学        |
| 20位                      | 白鷗大学                  |
| 21位                      | 九州女子大学              |
| 22位                      | 大阪短期大学              |
| 23位                      | サンディエゴ州立大学      |
| 24位                      | ハンブルク大学            |
| 25位                      | 福島大学                  |
| 26位                      | 龍谷大学                  |
| 27位                      | 北海道教育大学            |
| 28位                      | 大阪体育大学              |
| 29位                      | メルボルン大学            |
| 30位                      | 高岡法科大学              |

| 第15回 （1997年11月23日） | 第15回 （1997年11月23日） |
| ------------------------- | ------------------------- |
| 優勝                      | 京都産業大学(4)           |
| 2位                       | 筑波大学                  |
| 3位                       | 城西大学                  |
| 4位                       | 上海体育運動技術学院      |
| 5位                       | 東京農業大学              |
| 6位                       | 中央大学                  |
| 7位                       | 順天堂大学                |
| 8位                       | 名古屋商科大学            |
| 9位                       | 中京大学                  |
| 10位                      | 白鷗大学                  |
| 11位                      | 東京女子体育大学          |
| 12位                      | レスガフト体育大学        |
| 13位                      | 立命館大学                |
| 14位                      | 広島経済大学              |
| 15位                      | 福岡大学                  |
| 16位                      | ミラノ大学                |
| 17位                      | 日本体育大学              |
| 18位                      | 亜細亜大学                |
| 19位                      | 大阪薫英女子短期大学      |
| 20位                      | 大阪学院大学              |
| 21位                      | 福島大学                  |
| 22位                      | 鹿屋体育大学              |
| 23位                      | ハンブルク大学            |
| 24位                      | 大阪体育大学              |
| 25位                      | 大阪成蹊女子短期大学      |
| 26位                      | 北海道教育大学            |
| 27位                      | サンディエゴ州立大学      |
| 28位                      | 広島大学                  |
| 29位                      | 高岡法科大学              |

| 第16回 （1998年11月22日） | 第16回 （1998年11月22日） |
| ------------------------- | ------------------------- |
| 優勝                      | 城西大学(初)              |
| 2位                       | 京都産業大学              |
| 3位                       | 名古屋商科大学            |
| 4位                       | 立命館大学                |
| 5位                       | 筑波大学                  |
| 6位                       | 東京農業大学              |
| 7位                       | 順天堂大学                |
| 8位                       | 中央大学                  |
| 9位                       | 白鷗大学                  |
| 10位                      | 上海体育運動技術学院      |
| 11位                      | 大阪学院大学              |
| 12位                      | 東京女子体育大学          |
| 13位                      | 亜細亜大学                |
| 14位                      | 中京大学                  |
| 15位                      | 福岡大学                  |
| 16位                      | ハンブルク大学            |
| 17位                      | 国士舘大学                |
| 18位                      | ミラノ大学                |
| 19位                      | 大阪薫英女子短期大学      |
| 20位                      | 大阪短期大学              |
| 21位                      | サンディエゴ州立大学      |
| 22位                      | 龍谷大学                  |
| 23位                      | レスガフト体育大学        |
| 24位                      | 奈良産業大学              |
| 25位                      | 鹿屋体育大学              |
| 26位                      | 広島経済大学              |
| 27位                      | 東北学院大学              |
| 28位                      | 高岡法科大学              |
| 29位                      | メルボルン大学            |
| 30位                      | 北海道女子大学            |

| 第17回 （1999年11月28日） | 第17回 （1999年11月28日） |
| ------------------------- | ------------------------- |
| 優勝                      | 筑波大学(初)              |
| 2位                       | 城西大学                  |
| 3位                       | 立命館大学                |
| 4位                       | 京都産業大学              |
| 5位                       | 名城大学                  |
| 6位                       | 名古屋商科大学            |
| 7位                       | 東京農業大学              |
| 8位                       | 中央大学                  |
| 9位                       | 玉川大学                  |
| 10位                      | 亜細亜大学                |
| 11位                      | 順天堂大学                |
| 12位                      | 福岡大学                  |
| 13位                      | 大阪薫英女子短期大学      |
| 14位                      | 白鷗大学                  |
| 15位                      | 大阪学院大学              |
| 16位                      | 東海大学                  |
| 17位                      | 中京大学                  |
| 18位                      | 東北学院大学              |
| 19位                      | 龍谷大学                  |
| 20位                      | 高岡法科大学              |
| 21位                      | 北海道教育大学            |
| 22位                      | 神戸学院大学              |
| 23位                      | 大阪体育大学              |
| 24位                      | 美作女子大学              |
| 25位                      | 広島大学                  |

| 第18回 （2000年11月26日） | 第18回 （2000年11月26日） |
| ------------------------- | ------------------------- |
| 優勝                      | 城西大学(2)               |
| 2位                       | 立命館大学                |
| 3位                       | 筑波大学                  |
| 4位                       | 名城大学                  |
| 5位                       | 京都産業大学              |
| 6位                       | 東京農業大学              |
| 7位                       | 順天堂大学                |
| 8位                       | 玉川大学                  |
| 9位                       | 福岡大学                  |
| 10位                      | 中央大学                  |
| 11位                      | 白鷗大学                  |
| 12位                      | 名古屋商科大学            |
| 13位                      | 亜細亜大学                |
| 14位                      | 日本体育大学              |
| 15位                      | 福島大学                  |
| 16位                      | 佛教大学                  |
| 17位                      | 高岡法科大学              |
| 18位                      | 中京大学                  |
| 19位                      | 大阪学院大学              |
| 20位                      | 大阪教育大学              |
| 21位                      | 大阪薫英女子短期大学      |
| 22位                      | 神戸学院大学              |
| 23位                      | 鹿児島大学                |
| 24位                      | 美作女子大学              |
| 25位                      | 北海道教育大学            |

| 第19回 （2001年11月25日） | 第19回 （2001年11月25日） |
| ------------------------- | ------------------------- |
| 優勝                      | 筑波大学(2)               |
| 2位                       | 城西大学                  |
| 3位                       | 玉川大学                  |
| 4位                       | 名城大学                  |
| 5位                       | 立命館大学                |
| 6位                       | 京都産業大学              |
| 7位                       | 中央大学                  |
| 8位                       | 名古屋商科大学            |
| 9位                       | 順天堂大学                |
| 10位                      | 佛教大学                  |
| 11位                      | 白鷗大学                  |
| 12位                      | 福岡大学                  |
| 13位                      | 神戸学院大学              |
| 14位                      | 東京農業大学              |
| 15位                      | 高岡法科大学              |
| 16位                      | 大阪人間科学大学          |
| 17位                      | 日本体育大学              |
| 18位                      | 東海大学                  |
| 19位                      | 大阪学院大学              |
| 20位                      | 立命館アジア太平洋大学    |
| 21位                      | 中京大学                  |
| 22位                      | 大阪体育大学              |
| 23位                      | 美作女子大学              |
| 24位                      | 東北学院大学              |
| 25位                      | 札幌学院大学              |

| 第20回 （2002年11月24日） | 第20回 （2002年11月24日） |
| ------------------------- | ------------------------- |
| 優勝                      | 筑波大学◎(3)              |
| 2位                       | 名城大学◎                 |
| 3位                       | 佛教大学                  |
| 4位                       | 立命館大学◎               |
| 5位                       | 日本体育大学              |
| 6位                       | 城西大学◎                 |
| 7位                       | 玉川大学◎                 |
| 8位                       | 京都産業大学◎             |
| 9位                       | 東京農業大学              |
| 10位                      | 白鷗大学                  |
| 11位                      | 中央大学                  |
| 12位                      | 大阪人間科学大学          |
| 13位                      | 順天堂大学                |
| 14位                      | 名古屋商科大学            |
| 15位                      | 城西国際大学              |
| 16位                      | 大阪体育大学              |
| 17位                      | 立命館アジア太平洋大学    |
| 18位                      | 福岡大学                  |
| 19位                      | 高岡法科大学              |
| 20位                      | 東京女子体育大学          |
| 21位                      | 日本女子体育大学          |
| 22位                      | 東亜大学                  |
| 23位                      | 中京大学                  |
| 24位                      | 東北学院大学              |
| 25位                      | 北海道教育大学            |

### 第21回〜第30回
| 第21回 （2003年11月23日） | 第21回 （2003年11月23日） |
| ------------------------- | ------------------------- |
| 優勝                      | 立命館大学◎(初)           |
| 2位                       | 京都産業大学              |
| 3位                       | 名城大学◎                 |
| 4位                       | 城西大学◎                 |
| 5位                       | 日本体育大学◎             |
| 6位                       | 佛教大学◎                 |
| 7位                       | 筑波大学◎                 |
| 8位                       | 東京農業大学              |
| 9位                       | 玉川大学                  |
| 10位                      | 大阪体育大学              |
| 11位                      | 神戸学院大学              |
| 12位                      | 白鷗大学                  |
| 13位                      | 城西国際大学              |
| 14位                      | 順天堂大学                |
| 15位                      | 高岡法科大学              |
| 16位                      | 福岡大学                  |
| 17位                      | 立命館アジア太平洋大学    |
| 18位                      | 東亜大学                  |
| 19位                      | 中京大学                  |
| 20位                      | 中央大学                  |
| 21位                      | 日本女子体育大学          |
| 22位                      | 国士舘大学                |
| 23位                      | 東北学院大学              |
| 24位                      | 新潟大学                  |
| 25位                      | 北海道教育大学            |

| 第22回 （2004年11月28日） | 第22回 （2004年11月28日） |
| ------------------------- | ------------------------- |
| 優勝                      | 立命館大学◎(2)            |
| 2位                       | 名城大学◎                 |
| 3位                       | 城西大学◎                 |
| 4位                       | 佛教大学◎                 |
| 5位                       | 京都産業大学◎             |
| 6位                       | 城西国際大学              |
| 7位                       | 日本体育大学◎             |
| 8位                       | 大阪体育大学              |
| 9位                       | 玉川大学                  |
| 10位                      | 白鷗大学                  |
| 11位                      | 東京農業大学              |
| 12位                      | 順天堂大学                |
| 13位                      | 神戸学院大学              |
| 14位                      | 日本大学                  |
| 15位                      | 中央大学                  |
| 16位                      | 国士舘大学                |
| 17位                      | 中京大学                  |
| 18位                      | 大阪学院大学              |
| 19位                      | 立命館アジア太平洋大学    |
| 20位                      | 高岡法科大学              |
| 21位                      | 東亜大学                  |
| 22位                      | 福岡大学                  |
| 23位                      | 北海道教育大学            |
| 24位                      | 美作大学                  |
| 25位                      | 東北学院大学              |

| 第23回 （2005年11月27日） | 第23回 （2005年11月27日） |
| ------------------------- | ------------------------- |
| 優勝                      | 名城大学◎(初)             |
| 2位                       | 立命館大学◎               |
| 3位                       | 城西国際大学◎             |
| 4位                       | 京都産業大学◎             |
| 5位                       | 城西大学◎                 |
| 6位                       | 佛教大学◎                 |
| 7位                       | 東京農業大学              |
| 8位                       | 大阪体育大学              |
| 9位                       | 順天堂大学                |
| 10位                      | 玉川大学                  |
| 11位                      | 日本大学                  |
| 12位                      | 日本体育大学              |
| 13位                      | 神戸学院大学              |
| 14位                      | 白鷗大学                  |
| 15位                      | 大阪人間科学大学          |
| 16位                      | 龍谷大学                  |
| 17位                      | 立命館アジア太平洋大学    |
| 18位                      | 中京大学                  |
| 19位                      | 高岡法科大学              |
| 20位                      | 椙山女学園大学            |
| 21位                      | 福岡大学                  |
| 22位                      | 東亜大学                  |
| 23位                      | 東北学院大学              |
| 24位                      | 北海道教育大学            |
| 25位                      | 広島大学                  |
| OP(20)                    | 東北学連選抜              |

| 第24回 （2006年10月29日） | 第24回 （2006年10月29日） |
| ------------------------- | ------------------------- |
| 優勝                      | 立命館大学◎(3)            |
| 2位                       | 名城大学◎                 |
| 3位                       | 佛教大学◎                 |
| 4位                       | 城西大学◎                 |
| 5位                       | 城西国際大学◎             |
| 6位                       | 大阪体育大学              |
| 7位                       | 順天堂大学                |
| 8位                       | 東京農業大学              |
| 9位                       | 玉川大学                  |
| 10位                      | 日本大学                  |
| 11位                      | 神戸学院大学              |
| 12位                      | 立命館アジア太平洋大学    |
| 13位                      | 白鷗大学                  |
| 14位                      | 京都産業大学◎             |
| 15位                      | 中央大学                  |
| 16位                      | 大阪人間科学大学          |
| 17位                      | 龍谷大学                  |
| 18位                      | 中京大学                  |
| 19位                      | 椙山女学園大学            |
| 20位                      | 高岡法科大学              |
| 21位                      | 福岡大学                  |
| 22位                      | 福島大学                  |
| 23位                      | 東亜大学                  |
| 24位                      | 新潟大学                  |
| 25位                      | 北海道教育大学            |
| OP(19)                    | 東北学連選抜              |

| 第25回 （2007年10月28日） | 第25回 （2007年10月28日） |
| ------------------------- | ------------------------- |
| 優勝                      | 立命館大学◎(4)            |
| 2位                       | 佛教大学◎                 |
| 3位                       | 名城大学◎                 |
| 4位                       | 京都産業大学              |
| 5位                       | 城西大学◎                 |
| 6位                       | 玉川大学                  |
| 7位                       | 日本大学                  |
| 8位                       | 白鷗大学                  |
| 9位                       | 大阪体育大学◎             |
| 10位                      | 東京農業大学              |
| 11位                      | 順天堂大学                |
| 12位                      | 城西国際大学◎             |
| 13位                      | 日本体育大学              |
| 14位                      | 神戸学院大学              |
| 15位                      | 立命館アジア太平洋大学    |
| 16位                      | 椙山女学園大学            |
| 17位                      | 大阪人間科学大学          |
| 18位                      | 高岡法科大学※△            |
| 19位                      | 京都光華女子大学          |
| 20位                      | 久留米工業大学            |
| 21位                      | 東北福祉大学              |
| 22位                      | 福島大学                  |
| 23位                      | 名古屋大学▼               |
| 24位                      | 美作大学※                 |
| 25位                      | 北海道教育大学※           |
| OP(23)                    | 東北学連選抜              |

| 第26回 （2008年10月26日） | 第26回 （2008年10月26日） |
| ------------------------- | ------------------------- |
| 優勝                      | 立命館大学◎(5)            |
| 2位                       | 佛教大学◎                 |
| 3位                       | 名城大学◎                 |
| 4位                       | 東京農業大学              |
| 5位                       | 玉川大学◎                 |
| 6位                       | 京都産業大学◎             |
| 7位                       | 城西国際大学              |
| 8位                       | 日本体育大学              |
| 9位                       | 城西大学◎                 |
| 10位                      | 白鷗大学                  |
| 11位                      | 日本大学                  |
| 12位                      | 順天堂大学                |
| 13位                      | 大阪体育大学              |
| 14位                      | 立命館アジア太平洋大学    |
| 15位                      | 関西大学                  |
| 16位                      | 鹿屋体育大学              |
| 17位                      | 大阪人間科学大学          |
| 18位                      | 松山大学※△                |
| 19位                      | 京都光華女子大学          |
| 20位                      | 中京大学※                 |
| 21位                      | 福島大学                  |
| 22位                      | 東北福祉大学              |
| 23位                      | 高岡法科大学              |
| 24位                      | 信州大学▼                 |
| 25位                      | 北海道教育大学※           |
| OP(23)                    | 東北学連選抜              |

| 第27回 （2009年10月25日） | 第27回 （2009年10月25日） |
| ------------------------- | ------------------------- |
| 優勝                      | 佛教大学◎(初)             |
| 2位                       | 立命館大学◎               |
| 3位                       | 名城大学◎                 |
| 4位                       | 城西国際大学              |
| 5位                       | 城西大学                  |
| 6位                       | 京都産業大学◎             |
| 7位                       | 東京農業大学◎             |
| 8位                       | 白鷗大学                  |
| 9位                       | 玉川大学◎                 |
| 10位                      | 順天堂大学                |
| 11位                      | 松山大学                  |
| 12位                      | 日本大学                  |
| 13位                      | 大阪体育大学              |
| 14位                      | 鹿屋体育大学              |
| 15位                      | 中央大学                  |
| 16位                      | 立命館アジア太平洋大学    |
| 17位                      | 関西大学                  |
| 18位                      | 奈良産業大学              |
| 19位                      | 東北福祉大学              |
| 20位                      | 福島大学                  |
| 21位                      | 大阪学院大学              |
| 22位                      | 中京大学※                 |
| 23位                      | 東亜大学                  |
| 24位                      | 新潟大学※                 |
| 25位                      | 北海道教育大学※           |
| OP(25)                    | 東北学連選抜              |

| 第28回 （2010年10月24日） | 第28回 （2010年10月24日） |
| ------------------------- | ------------------------- |
| 優勝                      | 佛教大学◎(2)              |
| 2位                       | 立命館大学◎               |
| 3位                       | 名城大学◎                 |
| 4位                       | 松山大学                  |
| 5位                       | 城西大学◎                 |
| 6位                       | 鹿屋体育大学              |
| 7位                       | 城西国際大学◎             |
| 8位                       | 大阪学院大学              |
| 9位                       | 白鷗大学                  |
| 10位                      | 福岡大学                  |
| 11位                      | 順天堂大学                |
| 12位                      | 東京農業大学              |
| 13位                      | 玉川大学                  |
| 14位                      | 大阪体育大学              |
| 15位                      | 日本体育大学              |
| 16位                      | 京都産業大学◎             |
| 17位                      | 関西大学                  |
| 18位                      | 日本大学                  |
| 19位                      | 奈良産業大学              |
| 20位                      | 中京大学                  |
| 21位                      | 東北福祉大学※△            |
| 22位                      | 東亜大学                  |
| 23位                      | 名古屋大学▼               |
| 24位                      | 新潟大学※                 |
| 25位                      | 北海道教育大学※           |
| OP(22)                    | 東北学連選抜              |

| 第29回 （2011年10月23日） | 第29回 （2011年10月23日） |
| ------------------------- | ------------------------- |
| 優勝                      | 立命館大学◎(6)            |
| 2位                       | 佛教大学◎                 |
| 3位                       | 名城大学◎                 |
| 4位                       | 京都産業大学              |
| 5位                       | 松山大学◎                 |
| 6位                       | 城西大学◎                 |
| 7位                       | 鹿屋体育大学◎             |
| 8位                       | 順天堂大学                |
| 9位                       | 白鷗大学                  |
| 10位                      | 大阪学院大学              |
| 11位                      | 城西国際大学              |
| 12位                      | 福岡大学                  |
| 13位                      | 玉川大学                  |
| 14位                      | 関西大学                  |
| 15位                      | 中央大学                  |
| 16位                      | 東亜大学                  |
| 17位                      | 岡山大学                  |
| 18位                      | 中京大学※△                |
| 19位                      | 立命館アジア太平洋大学    |
| 20位                      | 神戸学院大学              |
| 21位                      | 東北福祉大学              |
| 22位                      | 新潟大学※                 |
| 23位                      | 福島大学                  |
| 24位                      | 北海道教育大学※           |
| 途中棄権                  | 大東文化大学▼             |
| OP(19)                    | 東北学連選抜              |

| 第30回 （2012年10月28日） | 第30回 （2012年10月28日） |
| ------------------------- | ------------------------- |
| 優勝                      | 立命館大学◎(7)            |
| 2位                       | 佛教大学◎                 |
| 3位                       | 筑波大学                  |
| 4位                       | 松山大学◎                 |
| 5位                       | 大阪学院大学              |
| 6位                       | 大東文化大学              |
| 7位                       | 名城大学◎                 |
| 8位                       | 京都産業大学◎             |
| 9位                       | 城西大学◎                 |
| 10位                      | 順天堂大学                |
| 11位                      | 鹿屋体育大学              |
| 12位                      | 中央大学                  |
| 13位                      | 白鷗大学                  |
| 14位                      | 福岡大学                  |
| 15位                      | 玉川大学                  |
| 16位                      | 関西大学                  |
| 17位                      | 大阪芸術大学              |
| 18位                      | 日本体育大学              |
| 19位                      | 中京大学                  |
| 20位                      | 奈良産業大学              |
| 21位                      | 岡山大学                  |
| 22位                      | 東北福祉大学              |
| 22位                      | 愛知教育大学              |
| 24位                      | 東北学院大学              |
| 25位                      | 東亜大学                  |
| 26位                      | 北海道教育大学※           |
| 27位                      | 新潟医療福祉大学※         |
| OP(19)                    | 東北学連選抜              |

### 第31回〜第40回
| 第31回 （2013年10月27日） | 第31回 （2013年10月27日） |
| ------------------------- | ------------------------- |
| 優勝                      | 立命館大学◎(8)            |
| 2位                       | 大東文化大学◎             |
| 3位                       | 松山大学◎                 |
| 4位                       | 鹿屋体育大学              |
| 5位                       | 日本体育大学              |
| 6位                       | 名城大学                  |
| 7位                       | 佛教大学◎                 |
| 8位                       | 関西大学                  |
| 9位                       | 城西大学 /関東1           |
| 10位                      | 順天堂大学 /関東2         |
| 11位                      | 東京農業大学 /関東3       |
| 12位                      | 玉川大学 /関東4           |
| 13位                      | 京都産業大学 /関西1       |
| 14位                      | 大阪学院大学◎ /関西2      |
| 15位                      | 福岡大学 /九州1           |
| 16位                      | 筑波大学◎ /関東5          |
| 17位                      | 京都光華女子大学 /関西3   |
| 18位                      | 東洋大学                  |
| 19位                      | 大阪芸術大学              |
| 20位                      | 東北福祉大学※             |
| 21位                      | 中京大学▼                 |
| 22位                      | 岡山大学※                 |
| 23位                      | 北翔大学※                 |
| 24位                      | 新潟医療福祉大学※         |
| 25位                      | 沖縄国際大学▼             |
| OP(22)                    | 東北学連選抜              |

| 第32回 （2014年10月26日） | 第32回 （2014年10月26日） |
| ------------------------- | ------------------------- |
| 優勝                      | 立命館大学◎(9)            |
| 2位                       | 大東文化大学◎             |
| 3位                       | 大阪学院大学              |
| 4位                       | 松山大学◎                 |
| 5位                       | 鹿屋体育大学◎             |
| 6位                       | 京都産業大学              |
| 7位                       | 名城大学◎                 |
| 8位                       | 福岡大学                  |
| 9位                       | 東京農業大学 /関東1       |
| 10位                      | 玉川大学 /関東2           |
| 11位                      | 白鷗大学 /関東3           |
| 12位                      | 佛教大学◎ /関西1          |
| 13位                      | 大阪芸術大学 /関西2       |
| 14位                      | 城西大学 /関東4           |
| 15位                      | 関西大学◎ /関西3          |
| 16位                      | 東北福祉大学※△ /東北1     |
| 17位                      | 日本体育大学◎ /関東5      |
| 18位                      | 中京大学※                 |
| 19位                      | 東洋大学                  |
| 20位                      | 筑波大学                  |
| 21位                      | 関西外国語大学            |
| 22位                      | 岡山大学※                 |
| 23位                      | 北翔大学※                 |
| 24位                      | 新潟医療福祉大学※         |
| 25位                      | 沖縄国際大学▼             |
| OP(22)                    | 東北学連選抜              |

| 第33回 （2015年10月25日） | 第33回 （2015年10月25日） |
| ------------------------- | ------------------------- |
| 優勝                      | 立命館大学◎(10)           |
| 2位                       | 大東文化大学◎             |
| 3位                       | 松山大学◎                 |
| 4位                       | 日本体育大学              |
| 5位                       | 名城大学◎                 |
| 6位                       | 大阪学院大学◎             |
| 7位                       | 東京農業大学▼             |
| 8位                       | 関西大学                  |
| 9位                       | 福岡大学◎△ /九州1         |
| 10位                      | 城西大学 /関東1           |
| 11位                      | 京都産業大学◎ /関西1      |
| 12位                      | 白鷗大学 /関東2           |
| 13位                      | 関西外国語大学 /関西2     |
| 14位                      | 東北福祉大学 /東北1       |
| 15位                      | 鹿屋体育大学◎△ /九州2     |
| 16位                      | 東洋大学 /関東3           |
| 17位                      | 順天堂大学 /関東4         |
| 18位                      | 佛教大学▼                 |
| 19位                      | 中京大学※                 |
| 20位                      | 神戸学院大学              |
| 21位                      | 北翔大学※                 |
| 22位                      | 石巻専修大学              |
| 23位                      | 東亜大学※                 |
| 24位                      | 新潟医療福祉大学※         |
| 25位                      | 名桜大学※                 |
| OP(25)                    | 東北学連選抜              |

| 第34回 （2016年10月30日） | 第34回 （2016年10月30日） |
| ------------------------- | ------------------------- |
| 優勝                      | 松山大学◎(初)             |
| 2位                       | 立命館大学◎               |
| 3位                       | 名城大学◎                 |
| 4位                       | 京都産業大学              |
| 5位                       | 大東文化大学◎             |
| 6位                       | 大阪学院大学◎             |
| 7位                       | 日本体育大学◎             |
| 8位                       | 東洋大学                  |
| 9位                       | 関西大学◎ /関西1          |
| 10位                      | 福岡大学 /九州1           |
| 11位                      | 東京農業大学◎ /関東1      |
| 12位                      | 城西大学 /関東2           |
| 13位                      | 関西外国語大学 /関西2     |
| 14位                      | 白鷗大学 /関東3           |
| 15位                      | 順天堂大学 /関東4         |
| 16位                      | 中央大学△ /関東5          |
| 17位                      | 鹿屋体育大学 /九州2       |
| 18位                      | 東北福祉大学▼             |
| 19位                      | 大阪芸術大学              |
| 20位                      | 中京大学※                 |
| 21位                      | 石巻専修大学              |
| 22位                      | 環太平洋大学※             |
| 23位                      | 活水女子大学              |
| 24位                      | 新潟医療福祉大学※         |
| 25位                      | 北翔大学※                 |
| OP(25)                    | 東北学連選抜              |

| 第35回 （2017年10月29日） | 第35回 （2017年10月29日） |
| ------------------------- | ------------------------- |
| 優勝                      | 名城大学◎(2)              |
| 2位                       | 大東文化大学◎             |
| 3位                       | 立命館大学◎               |
| 4位                       | 大阪学院大学◎             |
| 5位                       | 関西大学                  |
| 6位                       | 東京農業大学              |
| 7位                       | 日本体育大学◎             |
| 8位                       | 城西大学                  |
| 9位                       | 東洋大学◎ /関東1          |
| 10位                      | 京都産業大学◎ /関西1      |
| 11位                      | 福岡大学 /九州1           |
| 12位                      | 順天堂大学 /関東2         |
| 13位                      | 松山大学◎△ /中四国1       |
| 14位                      | 大阪芸術大学 /関西2       |
| 15位                      | 白鷗大学 /関東3           |
| 16位                      | 東北福祉大学※△ /東北1     |
| 17位                      | 関西外国語大学△ /関西3    |
| 18位                      | 中京大学※                 |
| 19位                      | 中央大学▼                 |
| 20位                      | 玉川大学▼                 |
| 21位                      | 鹿屋体育大学▼             |
| 22位                      | 活水女子大学              |
| 23位                      | 札幌国際大学※             |
| 24位                      | 東亜大学※                 |
| 25位                      | 新潟医療福祉大学※         |
| OP(22)                    | 東北学連選抜              |

| 第36回 （2018年10月28日） | 第36回 （2018年10月28日） |
| ------------------------- | ------------------------- |
| 優勝                      | 名城大学◎(3)              |
| 2位                       | 大東文化大学◎             |
| 3位                       | 立命館大学◎               |
| 4位                       | 東京農業大学◎             |
| 5位                       | 松山大学▼                 |
| 6位                       | 京都産業大学              |
| 7位                       | 大阪学院大学◎             |
| 8位                       | 大阪芸術大学              |
| 9位                       | 東洋大学 /関東1           |
| 10位                      | 玉川大学 /関東2           |
| 11位                      | 日本体育大学◎ /関東3      |
| 12位                      | 関西大学◎ /関西1          |
| 13位                      | 関西外国語大学 /関西2     |
| 14位                      | 城西大学◎△ /関東4         |
| 15位                      | 佛教大学 /関西3           |
| 16位                      | 東北福祉大学 /東北1       |
| 17位                      | 順天堂大学△ /関東5        |
| 18位                      | 札幌国際大学※             |
| 19位                      | 鹿屋体育大学▼             |
| 20位                      | 中京大学※                 |
| 21位                      | 福岡大学                  |
| 22位                      | 拓殖大学                  |
| 23位                      | 東亜大学※                 |
| 24位                      | 石巻専修大学              |
| 25位                      | 新潟医療福祉大学※         |
| OP(26)                    | 東北学連選抜              |

| 第37回 （2019年10月27日） | 第37回 （2019年10月27日） |
| ------------------------- | ------------------------- |
| 優勝                      | 名城大学◎(4)              |
| 2位                       | 大東文化大学◎             |
| 3位                       | 立命館大学◎               |
| 4位                       | 松山大学◎                 |
| 5位                       | 日本体育大学              |
| 6位                       | 城西大学                  |
| 7位                       | 大阪学院大学◎             |
| 8位                       | 関西大学                  |
| 9位                       | 大阪芸術大学◎ /関西1      |
| 10位                      | 東京農業大学◎ /関東1      |
| 11位                      | 東洋大学 /関東2           |
| 12位                      | 佛教大学 /関西2           |
| 13位                      | 京都産業大学◎ /関西3      |
| 14位                      | 東北福祉大学 /東北1       |
| 15位                      | 福岡大学※△ /九州1         |
| 16位                      | 玉川大学 /関東3           |
| 17位                      | 神戸学院大学△ /関西4      |
| 18位                      | 中京学院大学※             |
| 19位                      | 中央大学▼                 |
| 20位                      | 拓殖大学▼                 |
| 21位                      | 兵庫大学                  |
| 22位                      | 札幌国際大学※             |
| 23位                      | 新潟医療福祉大学※         |
| 24位                      | 石巻専修大学              |
| 25位                      | 環太平洋大学※             |
| OP(25)                    | 東北学連選抜              |

| 第38回 （2020年10月25日） | 第38回 （2020年10月25日） |
| ------------------------- | ------------------------- |
| 優勝                      | 名城大学◎(5)              |
| 2位                       | 大東文化大学◎             |
| 3位                       | 日本体育大学◎             |
| 4位                       | 立命館大学◎               |
| 5位                       | 関西大学◎                 |
| 6位                       | 大阪学院大学◎             |
| 7位                       | 城西大学◎                 |
| 8位                       | 松山大学◎                 |
| 9位                       | 拓殖大学 /関東1           |
| 10位                      | 京都産業大学 /関西1       |
| 11位                      | 順天堂大学 /関東2         |
| 12位                      | 京都光華女子大学 /関西2   |
| 13位                      | 佛教大学 /関西3           |
| 14位                      | 福岡大学 /九州1           |
| 15位                      | 中京学院大学※△ /東海1     |
| 16位                      | 東洋大学 /関東3           |
| 17位                      | 東北福祉大学 /東北1       |
| 18位                      | 関西外国語大学            |
| 19位                      | 中央大学                  |
| 20位                      | 鹿屋体育大学              |
| 21位                      | 大阪芸術大学▼             |
| 22位                      | 札幌国際大学※             |
| 23位                      | 環太平洋大学※             |
| 24位                      | 新潟医療福祉大学※         |
| OP(25)                    | 石巻専修大学              |

| 第39回 （2021年10月31日） | 第39回 （2021年10月31日） |
| ------------------------- | ------------------------- |
| 優勝                      | 名城大学◎(6)              |
| 2位                       | 大東文化大学◎             |
| 3位                       | 拓殖大学                  |
| 4位                       | 立命館大学◎               |
| 5位                       | 日本体育大学◎             |
| 6位                       | 大阪学院大学◎             |
| 7位                       | 城西大学◎                 |
| 8位                       | 松山大学◎ (注)            |
| 9位                       | 東北福祉大学 /東北1       |
| 10位                      | 関西大学◎ /関西1          |
| 11位                      | 大阪芸術大学 /関西2       |
| 12位                      | 中京学院大学 /東海1       |
| 13位                      | 関西外国語大学 /関西3     |
| 14位                      | 福岡大学 /九州1           |
| 15位                      | 佛教大学△ /関西4          |
| 16位                      | 鹿屋体育大学 /九州2=注    |
| 17位                      | 兵庫大学△ /関西5          |
| 18位                      | 中央大学▼                 |
| 19位                      | 順天堂大学▼               |
| 20位                      | 筑波大学▼                 |
| 21位                      | 環太平洋大学              |
| 22位                      | 新潟医療福祉大学          |
| 23位                      | 札幌国際大学              |
| 24位                      | 石巻専修大学              |
| 25位                      | 中京大学                  |
| OP(26)                    | 東北学連選抜              |

| 第40回 （2022年10月30日） | 第40回 （2022年10月30日） |
| ------------------------- | ------------------------- |
| 優勝                      | 名城大学◎(7)              |
| 2位                       | 立命館大学◎               |
| 3位                       | 大阪学院大学◎             |
| 4位                       | 大東文化大学◎             |
| 5位                       | 拓殖大学◎                 |
| 6位                       | 日本体育大学◎             |
| 7位                       | 城西大学◎                 |
| 8位                       | 関西大学▼                 |
| 9位                       | 福岡大学 /九州1           |
| 10位                      | 大阪芸術大学 /関西1       |
| 11位                      | 東京農業大学※△ /関東1     |
| 12位                      | 関西外国語大学 /関西2     |
| 13位                      | 東北福祉大学 /東北1       |
| 14位                      | 中央大学△ /関東2          |
| 15位                      | 佛教大学 /関西3           |
| 16位                      | 中京学院大学 /東海1       |
| 17位                      | 順天堂大学※△ /関東3       |
| 18位                      | 筑波大学※                 |
| 19位                      | 玉川大学※                 |
| 20位                      | 亜細亜大学※               |
| 21位                      | 東洋大学※                 |
| 22位                      | 京都光華女子大学▼         |
| 23位                      | 新潟医療福祉大学          |
| 24位                      | 環太平洋大学              |
| 25位                      | 札幌国際大学              |
| OP(26)                    | 東北学連選抜              |

### 第41回～
| 第41回 （2023年10月29日） | 第41回 （2023年10月29日） |
| ------------------------- | ------------------------- |
| 優勝                      | 名城大学◎(8)              |
| 2位                       | 大東文化大学◎             |
| 3位                       | 立命館大学◎               |
| 4位                       | 城西大学◎                 |
| 5位                       | 日本体育大学◎             |
| 6位                       | 大阪学院大学◎             |
| 7位                       | 関西大学◎                 |
| 8位                       | 東北福祉大学▼             |
| 9位                       | 玉川大学 /関東1           |
| 10位                      | 順天堂大学 /関東2         |
| 11位                      | 東京農業大学※ /関東3      |
| 12位                      | 拓殖大学◎△ /関東4         |
| 13位                      | 東洋大学※△ /関東5         |
| 14位                      | 大阪芸術大学 /関西1       |
| 15位                      | 中央大学△ /関東6          |
| 16位                      | 亜細亜大学※△ /関東7       |
| 17位                      | 中京学院大学 /東海1       |
| 18位                      | 筑波大学※                 |
| 19位                      | 環太平洋大学              |
| 20位                      | 関西外国語大学▼           |
| 21位                      | 福岡大学▼                 |
| 22位                      | 京都光華女子大学▼         |
| 23位                      | 城西国際大学※             |
| 24位                      | 新潟医療福祉大学          |
| 25位                      | 札幌国際大学              |
| OP(25)                    | 東北学連選抜              |

| 第42回 （2024年10月27日） | 第42回 （2024年10月27日） |
| ------------------------- | ------------------------- |
| 優勝                      | 立命館大学◎(11)           |
| 2位                       | 大東文化大学◎             |
| 3位                       | 城西大学◎                 |
| 4位                       | 名城大学◎                 |
| 5位                       | 東北福祉大学◎             |
| 6位                       | 大阪学院大学◎             |
| 7位                       | 拓殖大学                  |
| 8位                       | 筑波大学▼                 |
| 9位                       | 日本体育大学◎ /関東1      |
| 10位                      | 中央大学 /関東2           |
| 11位                      | 順天堂大学 /関東3         |
| 12位                      | 帝京科学大学 /関東4       |
| 13位                      | 兵庫大学 /関西1           |
| 14位                      | 関西大学◎△ /関西2         |
| 15位                      | 玉川大学 /関東5           |
| 16位                      | 東洋大学 /関東6           |
| 17位                      | 中京学院大学 /東海1       |
| 18位                      | 京都産業大学※             |
| 19位                      | 関西外国語大学※           |
| 20位                      | 福岡大学                  |
| 21位                      | 東京農業大学※             |
| 22位                      | 環太平洋大学              |
| 23位                      | 新潟医療福祉大学          |
| 24位                      | 仙台大学                  |
| 25位                      | 札幌国際大学              |
| OP(25)                    | 東北学連選抜              |

## 歴代出場校および出場回数
記録は第42回まで。括弧内は出場回数。初出場の古い順に表記。太字は第42回終了時点のシード校。
| - 大阪体育大学(23) - 筑波大学(28) - 中京大学(35) - 日本女子体育大学(12) - 東京女子体育大学(16) - 日本体育大学(36) - 中央大学(33) - 武庫川女子大学(11) - 国士舘大学(11) - 大阪成蹊短期大学(5) （大阪成蹊女子短期大学での5回。） - 関西学院大学(2) - 大阪教育大学(8) - 至学館大学(6) （中京女子大学での6回。） - 神戸大学(1) - 九州女子短期大学(1) - 東北文教大学短期大学部(1) （山形女子短期大学での1回。） - 長崎県立女子短期大学(3) - 大阪市立大学(4) - 島根大学(7) - 愛知教育大学(5) - 京都教育大学(5) - 信州大学(2) - 福島大学(12) - 福岡大学(36) - 慶應義塾大学(1) - 仙台大学(3) - 新潟大学(10) - 奈良教育大学(1) | - 大阪短期大学(6) - 東京学芸大学(2) - 大阪学院大学(31) - 東京農業大学短期大学(2) （東京農業大学短期大学部での2回。） - 大阪人間科学大学(18) （大阪薫英女子短期大学での12回を含む。） - 東北福祉大学(22) - 城西大学(31) - 立命館大学(35) - 東京農業大学(30) - 日本大学(8) - 同志社大学(1) - 金沢大学(3) - 龍谷大学(8) - 順天堂大学(31) - 鹿屋体育大学(17) - 北海道教育大学(19) - 広島大学(5) - 京都産業大学(28) - 亜細亜大学(9) - 高岡法科大学(15) - 東北大学(1) - 名古屋商科大学(8) - 白鷗大学(22) - 広島経済大学(4) - 神戸学院大学(12) - 九州女子大学(2) - 奈良産業大学(4) - 東北学院大学(8) - 名城大学(26) | - 玉川大学(22) - 東海大学(2) - 佛教大学(21) - 鹿児島大学(1) - 立命館アジア太平洋大学(10) - 札幌学院大学(1) - 城西国際大学(11) - 東亜大学(12) - 美作大学(6) （美作女子大学での4回を含む。） - 椙山女学園大学(3) - 京都光華女子大学(6) - 久留米工業大学(1) - 名古屋大学(2) - 関西大学(17) - 松山大学(14) - 岡山大学(4) - 大東文化大学(14) - 大阪芸術大学(11) - 新潟医療福祉大学(13) - 東洋大学(11) - 北翔大学(14) （北海道女子短期大学での9回、 北海道女子大学での1回を含む。） - 沖縄国際大学(2) - 関西外国語大学(10) - 石巻専修大学(5) - 名桜大学(1) - 環太平洋大学(7) - 活水女子大学(2) - 札幌国際大学(8) | - 拓殖大学(7) - 中京学院大学(6) - 兵庫大学(3) - 帝京科学大学(1) |
| 海外招待チーム | | |                                                                 |
| - サンディエゴ州立大学(16)（アメリカ） - ミラノ大学(16)（イタリア） - 上海体育学院分院(3)（中国） - メルボルン大学(15)（オーストラリア） - サンフランシスコ大学(11)（アメリカ） | - サンパウロ大学(12)（ブラジル） - 梨花女子大学校(8)（韓国） - ロンドン大学(11)（イギリス） - レスガフト体育大学(13)（ソ連） （レニングラード体育大学での6回を含む。） | - 上海体育運動技術学院(14)（中国） - シカゴ大学(7)（アメリカ） - レニングラード商科大学(1)（ソ連） - 韓国体育大学(2)（韓国） - ハンブルク大学(6)（ドイツ） |                                                                 |

## 記録

### 大阪大会までの区間最高記録
（第1回-第22回）
| 1区（6.3 km） | 20:12 | 小田麻友子（玉川大）               |
| 2区（8.3 km） | 26:44 | 赤羽有紀子（城西大）               |
| 3区（3.8 km） | 12:31 | 大谷木霞（城西大）                 |
| 4区（7.5 km） | 24:08 | 菅原美和（筑波大）                 |
| 5区（4.0 km） | 12:45 | オリガ・コミャギナ（レスガフト大） |
| 6区（9.1 km） | 29:50 | 山嵜麻子（筑波大）                 |

※第19回大会から『1区』『2区』『6区』の距離が変更された。変更前の記録は以下の通り。
| 変更前 1区（8.5 km） | 26:59 | 赤羽有紀子（城西大）   |
| 変更前 2区（6.2 km） | 20:23 | 佐藤由美（京都産業大） |
| 変更前 6区（9.0 km） | 28:46 | 曽谷真理（城西大）     |

### 宮城大会の区間最高記録
第24回（2006年）～第30回（2012年）
| 1区（5.8 km）     | 18:16   | 竹中理沙（立命館大） | 2011年 |
| 2区（6.8 km）     | 21:30   | 竹中理沙（立命館大） | 2010年 |
| 3区（9.1 km）     | 28:56   | 西原加純（佛教大）   | 2010年 |
| 4区（4.9 km）     | 15:19   | 沼田未知（立命館大） | 2008年 |
| 5区（4.0 km）     | 12:38   | 籔下明音（立命館大） | 2010年 |
| 6区（8.0 km）     | 25:14   | 吉本ひかり（佛教大） | 2010年 |
| 全区間（38.6 km） | 2:02:44 | 佛教大学             | 2010年 |

- なお第28回大会から『1区』『2区』の距離が変更された。変更前の記録は以下の通り。

| 1区（6.0 km） | 19:09 | 大沼香織（立命館大） | 2007年 |
| 2区（6.6 km） | 20:51 | 森唯我（佛教大）     | 2009年 |

第31回（2013年）～第36回（2018年）
| 1区（6.4 km）     | 20:22   | 大森菜月（立命館大）   | 2013年 |
| 2区（5.6 km）     | 17:29   | 太田琴菜（立命館大）   | 2014年 |
| 3区（6.8 km）     | 21:54   | 鍋島莉奈（鹿屋体育大） | 2014年 |
| 4区（4.8 km）     | 15:38   | 高見沢里歩（松山大）   | 2016年 |
| 5区（9.2 km）     | 29:24   | 太田琴菜（立命館大）   | 2015年 |
| 6区（5.2 km）     | 17:03   | 高見澤安珠（松山大）   | 2016年 |
| 全区間（38.0 km） | 2:02:52 | 立命館大               | 2015年 |

第37回（2019年）～第40回（2022年）
| 1区（6.6 km）     | 20:55   | 五島莉乃（中央大）         | 2019年 |
| 2区（3.9 km）     | 12:01   | 髙松智美ムセンビ（名城大） | 2021年 |
| 3区（6.9 km）     | 21:37   | 小林成美（名城大）         | 2020年 |
| 4区（4.8 km）     | 15:14   | 谷本七星（名城大）         | 2022年 |
| 5区（9.2 km）     | 28:00   | 不破聖衣来（拓殖大）       | 2021年 |
| 6区（6.7 km）     | 22:04   | 増渕祐香（名城大）         | 2022年 |
| 全区間（38.1 km） | 2:02:57 | 名城大                     | 2020年 |

## コース及びその区間の特徴

### 大阪コース6区間39.0km（1993年〜2004年）
大阪開催時代は、長居陸上競技場（1993年から1995年は長居第2陸上競技場。）を発着点にして大阪のメインストリート御堂筋の新橋交差点を折り返す、6区間39km（創設当初の1983年から1992年までは35km）のコースで行われていた。長居公園の周回道路は東半分が1区、西半分が6区をそれぞれ使っていた。経路こそ違うが、これは翌年の1月に開催されている大阪国際女子マラソンの1991年から2010年までのコースとほぼ同一であった。
- 1区（6.9 km）- 長居陸上競技場（スタート）→日通中野中継所（大阪市東住吉区）
- 2区（8.3 km）- 日通中野中継所→大阪城玉造口中継所（大阪市中央区）
- 3区（3.8 km）- 大阪城玉造口中継所→大阪市役所前中継所（大阪市北区）
- 4区（7.5 km）- 大阪市役所前中継所→新橋折返し→森ノ宮中継所（大阪市中央区）
- 5区（4.0 km）- 森ノ宮中継所→生野区民センター前中継所（大阪市生野区）
- 6区（9.1 km）- 生野区民センター前中継所→長居陸上競技場（ゴール）

大阪開催時代は先頭が中継所を通過してから10分から15分経過すると繰り上げスタートとなっていったが、概ね全校が1本のたすきを繋ぐことができた。

### 宮城コース6区間38.6km（2005年〜2012年）
- 第23回（2005年）のコース ： Google マップ（スタートとなる宮城陸上競技場の敷地内は省略。）[4]

第23回（2005年）大会からは仙台市での開催となり、仙台市陸上競技場（旧・宮城陸上競技場）からスタートして仙台市都心部と長町地区および泉中央地区を行き来して都心部に戻り、仙台市役所前にある勾当台公園市民広場のゴールに至るコースが設定された
- 第24回（2006年）から第30回（2012年）までのコース ： Google マップ（スタートとなる仙台市陸上競技場の敷地内は省略。）

第24回（2006年）大会からは泉中央を回避し、第5中継所を泉区役所から宮城学院女子大学前に移転した。6区間38.6kmのコースは、定禅寺通りを2回通過し、広瀬川を4回渡河するなど、沿道には杜の都を象徴する風景が何度も現れる。距離は同じながら、2009年までは1区6.0 km・2区6.6kmで行われ、2010年からは第1中継所が変更され、1区が5.8 km・2区が6.8kmに変更となっていた。
コースの特徴として、仙台は大阪時代のコースに比べてアップダウンの激しいコースとなっている（仙台の地形参照。）。これは、仙台市のもとになった仙台城下町が周囲を丘陵で囲まれた複雑な河岸段丘上に建設されたためで、仙台国際ハーフマラソンなど、ほかの仙台市で行われる陸上競技大会でも同様にアップダウンの激しいコースが設定されている。コース全体で60m、特に5区では40mもの高低差を擁するため、富士宮市～富士市で開催される大学女子選抜駅伝と比べて選手配分やペース配分の難しい駅伝となっている。
杜の都駅伝では交通事情の関係で全区間において先頭が通過してから10分経過すると繰り上げスタートとなっている。全区間が10分繰上げ式に統一されたことで、大阪開催時とはうって変わって毎年のように繰り上げスタートが発生している。4区までは白タスキでのスタートとなるが、5区に限り母校の別タスキでスタートすることができる（レース展開によっては母校のタスキが途中で途切れ白タスキとなるチームも見られているが、第4中継所まで母校のタスキでつながる場合もあり、白タスキが発生しない場合もある。）。

#### 1区（5.8km）
仙台市陸上競技場スタート（→宮城野陸橋→卸町通り）→第1中継所・仙台市陸上競技場前（仙台市宮城野区）

#### 2区（6.8km）
第1中継所（→宮城野通り→仙台駅東部→荒町→広瀬橋→長町駅前）→第2中継所・太白区役所前（仙台市太白区）

#### 3区（9.1km）
第2中継所（→国道286号→愛宕大橋→荒町→仙台駅西部→南町通り→大橋→仲の瀬橋→西公園通り）→第3中継所・西公園こけし塔前（仙台市青葉区）

#### 4区（4.9km）
第3中継所（→定禅寺通り→勾当台通→北四番丁通り→県道仙台泉線→台原歩道橋）→第4中継所・ネッツトヨタ仙台黒松店前（仙台市青葉区）

#### 5区（4.0km）
第4中継所（→鶴ヶ谷荒巻青葉山線→水の森3丁目交差点→県道北四番丁大衡線）→桜ヶ丘公園前折り返し→第5中継所・宮城学院正門前（仙台市青葉区桜ヶ丘）

#### 6区（8.0km）
第5中継所（→水の森3丁目交差点→台原歩道橋→上杉山中・宮教大附属中→上杉1丁目交差点→北四番丁通り→晩翠通り→定禅寺通り）→仙台市役所前ゴール（仙台市青葉区）

#### 第29回（2011年）大会
東日本大震災の影響
2011年（平成23年）3月11日に発生した東北地方太平洋沖地震（東日本大震災）で死傷者約3千人、総額1兆3千億円以上の被害を受けた仙台市では、仙台国際ハーフマラソン（5月開催）、仙台カップ国際ユースサッカー大会（9月開催）などのスポーツイベントが次々と開催中止となり、東北学生陸上競技対校選手権大会（5月）も仙台から秋田に場所を移しての6月開催となった。
第29回（2011年）大会（10月23日開催）は6月には開催の方針がとられたが、道路の波打ち、亀裂、段差があったり沿道の建物が余震によって倒壊する恐れがあったり宮城陸上競技協会の競技審判員の3割が被災者（震災の犠牲者を含む。）だったりと開催には問題が残っていた。しかし、道路工事の進捗を東北学生陸上競技連盟の学生や宮城陸上競技協会が何度も下見して安全を確認し、レース中に震度5以上の地震が発生した場合にレースを中断して避難経路に誘導する手順などを確認して開催にこぎつけた。また、東北福祉大学や名城大学などの選手たちが被災地でのボランティア活動を続け、大会に臨んだ。
第5中継所の繰上げスタート
第5中継所では、各中継所では本来トップチームが通過して10分経過した場合繰り上げスタートするはずが、テレビ中継のテロップに出ていたタイム が10分より数秒早い時点（9分55秒）で繰り上げスタートされた。このため東北学連選抜が中継所へ手を伸ばせば届きそうなぐらいの距離まで迫っていたにもかかわらず、繰り上げスタートによって襷リレーが行われなかった（タイム的には9分58秒で中継所に到着していた。）。この件に関して中継内でアナウンサーにより主催者側が調査をしているということが告げられた。
その後日本テレビや読売新聞の大会サイトで、規定の10分より2秒早く9分58秒の時点でスタートが切られており、本来ならタスキでリレー出来た東北学連選抜チームが繰り上げスタートとなってしまったことが発表となり、謝罪を行ったという。なお、同時に「公式記録に影響はありません。」と発表されたため、この年の東北学連選抜チームは結局『6区繰り上げスタート』という公式記録になっている。

### 宮城コース6区間38.0km（2013年〜2018年）
- 第31回（2013年）大会から第36回（2018年）大会までのコース ： Google マップ（スタートとなる仙台市陸上競技場の敷地内は省略。）以下区間歴代5傑を記載。
- 1区（6.4 km）仙台市陸上競技場→仙台育英学園

- 2区（5.6 km）仙台育英学園周辺の周回コース

- 3区（6.8 km）仙台育英学園→仙台市太白区役所前

- 6区（5.2 km）ネッツトヨタ仙台黒松店前→仙台市役所前市民広場

※4区・5区は現行コースと同じであるため、後述。

### 宮城コース6区間38.1kmコース（2019年〜2022年）
- 1区が6.6km、2区が3.9km、3区が6.9km、6区が6.7kmにそれぞれ変更され38.1kmのコースとなった。折り返し地点が4か所となったコースとなった。
- 1区（6.6 km）仙台市陸上競技場→卸町→仙台育英学園
- 2区（3.9 km）仙台育英学園→仙台駅前→仙台育英学園
- 3区（6.9 km）仙台育英学園→仙台市太白区役所前
- 6区（6.7 km）石井組前→台原→仙台市役所前市民広場

※4区・5区は現行コースと同じであるため、後述。

### 宮城コース6区間38.0kmコース（2023年～）
1区が6.6km、2区が4.0km、3区が5.8km、6区が7.6kmにそれぞれ変更され38.0kmのコースとなった。
- 1区（6.6 km）仙台市陸上競技場→仙台中央卸売市場前

| 現行区間（第41回大会以降）記録10傑 | 現行区間（第41回大会以降）記録10傑 | 現行区間（第41回大会以降）記録10傑 | 現行区間（第41回大会以降）記録10傑 | 現行区間（第41回大会以降）記録10傑 | 現行区間（第41回大会以降）記録10傑 |
|                                    | タイム                             | 氏名                               | 所属                               | 学年                               | 年次・順位                         |
| ---------------------------------- | ---------------------------------- | ---------------------------------- | ---------------------------------- | ---------------------------------- | ---------------------------------- |
| 1                                  | 21分11秒                           | 野田真理耶                         | 大東文化大                         | 2年                                | 第42回（2024年）・区間賞           |
| 2                                  | 21分13秒                           | 太田咲雪                           | 立命館大                           | 2年                                | 第42回（2024年）・区間2位          |
| 3                                  | 21分16秒                           | 永長里緒                           | 大阪学院大                         | 4年                                | 第42回（2024年）・区間3位          |
| 4                                  | 21分21秒                           | 村松灯                             | 立命館大                           | 3年                                | 第41回（2023年）・区間賞           |
| 5                                  | 21分24秒                           | 米澤奈々香                         | 名城大                             | 2年                                | 第41回（2023年）・区間2位          |
| 6                                  | 21分34秒                           | 佐々木菜月                         | 東北福祉大                         | 2年                                | 第42回（2024年）・区間4位          |
| 6                                  | 21分34秒                           | 本澤美桜                           | 城西大                             | 1年                                | 第42回（2024年）・区間5位          |
| 8                                  | 21分37秒                           | 前田彩花                           | 関西大                             | 1年                                | 第41回（2023年）・区間3位          |
| 8                                  | 21分37秒                           | 小暮真緒                           | 順天堂大                           | 4年                                | 第42回（2024年）・区間6位          |
| 10                                 | 21分45秒                           | 保坂晴子                           | 日本体育大                         | 4年                                | 第41回（2023年）・区間4位          |

- 2区（4.0 km）仙台中央卸売市場前→仙台育英学園

| 現行区間（第41回大会以降）記録10傑 | 現行区間（第41回大会以降）記録10傑 | 現行区間（第41回大会以降）記録10傑 | 現行区間（第41回大会以降）記録10傑 | 現行区間（第41回大会以降）記録10傑 | 現行区間（第41回大会以降）記録10傑 |
|                                    | タイム                             | 氏名                               | 所属                               | 学年                               | 年次・順位                         |
| ---------------------------------- | ---------------------------------- | ---------------------------------- | ---------------------------------- | ---------------------------------- | ---------------------------------- |
| 1                                  | 12分41秒                           | 山本釉未                           | 立命館大                           | 1年                                | 第42回（2024年）・区間賞           |
| 2                                  | 12分55秒                           | 太田咲雪                           | 立命館大                           | 1年                                | 第41回（2023年）・区間賞           |
| 3                                  | 12分57秒                           | 鈴木優菜                           | 城西大                             | 2年                                | 第42回（2024年）・区間2位          |
| 4                                  | 12分58秒                           | 力丸楓                             | 名城大                             | 1年                                | 第41回（2023年）・区間2位          |
| 5                                  | 13分03秒                           | 岩崎麻知子                         | 拓殖大                             | 1年                                | 第41回（2023年）・区間3位          |
| 5                                  | 13分03秒                           | 相場茉奈                           | 大東文化大                         | 2年                                | 第42回（2024年）・区間3位          |
| 7                                  | 13分06秒                           | 早坂優                             | 東北福祉大                         | 1年                                | 第42回（2024年）・区間4位          |
| 8                                  | 13分07秒                           | 田中柚良                           | 筑波大                             | 1年                                | 第42回（2024年）・区間5位          |
| 9                                  | 13分09秒                           | 篠塚美来                           | 東洋大                             | 3年                                | 第42回（2024年）・区間6位          |
| -                                  | 13分12秒                           | 岩崎麻知子                         | 拓殖大                             | 2年                                | 第42回（2024年）・区間7位          |
| 10                                 | 13分14秒                           | 平尾暁絵                           | 大東文化大                         | 1年                                | 第41回（2023年）・区間4位          |
| 10                                 | 13分14秒                           | 木下紗那                           | 中央大                             | 3年                                | 第42回（2024年）・区間8位          |

- 3区（5.8 km）仙台育英学園→仙台市太白区役所前

| 現行区間（第41回大会以降）記録10傑 | 現行区間（第41回大会以降）記録10傑 | 現行区間（第41回大会以降）記録10傑 | 現行区間（第41回大会以降）記録10傑 | 現行区間（第41回大会以降）記録10傑 | 現行区間（第41回大会以降）記録10傑 |
|                                    | タイム                             | 氏名                               | 所属                               | 学年                               | 年次・順位                         |
| ---------------------------------- | ---------------------------------- | ---------------------------------- | ---------------------------------- | ---------------------------------- | ---------------------------------- |
| 1                                  | 18分45秒                           | 村松灯                             | 立命館大                           | 4年                                | 第42回（2024年）・区間賞           |
| 2                                  | 18分52秒                           | 石松愛朱加                         | 名城大                             | 2年                                | 第41回（2023年）・区間賞           |
| 3                                  | 18分53秒                           | 山田桃愛                           | 玉川大                             | 4年                                | 第41回（2023年）・区間2位          |
| 4                                  | 18分56秒                           | 依田来巳                           | 大阪学院大                         | 3年                                | 第41回（2023年）・区間3位          |
| 5                                  | 19分06秒                           | 嶋田桃子                           | 日本体育大                         | 3年                                | 第41回（2023年）・区間4位          |
| 5                                  | 19分06秒                           | 伐栗夢七                           | 関西大                             | 3年                                | 第41回（2023年）・区間4位          |
| 5                                  | 19分06秒                           | 兼子心晴                           | 城西大                             | 2年                                | 第41回（2023年）・区間4位          |
| 8                                  | 19分08秒                           | 佐々木菜月                         | 東北福祉大                         | 1年                                | 第41回（2023年）・区間7位          |
| 9                                  | 19分15秒                           | 沖田梨花                           | 城西大                             | 1年                                | 第42回（2024年）・区間2位          |
| 10                                 | 19分16秒                           | 田島愛理                           | 順天堂大                           | 1年                                | 第41回（2023年）・区間8位          |
| 10                                 | 19分16秒                           | 樫原沙紀                           | 筑波大                             | 4年                                | 第41回（2023年）・区間8位          |

- 4区（4.8 km）仙台市太白区役所前→五橋中学校前

| 現行区間（第31回大会以降）記録10傑 | 現行区間（第31回大会以降）記録10傑 | 現行区間（第31回大会以降）記録10傑 | 現行区間（第31回大会以降）記録10傑 | 現行区間（第31回大会以降）記録10傑 | 現行区間（第31回大会以降）記録10傑 |
|                                    | タイム                             | 氏名                               | 所属                               | 学年                               | 年次・順位                         |
| ---------------------------------- | ---------------------------------- | ---------------------------------- | ---------------------------------- | ---------------------------------- | ---------------------------------- |
| 1                                  | 15分14秒                           | 谷本七星                           | 名城大                             | 2年                                | 第40回（2022年）・区間賞           |
| -                                  | 15分37秒                           | 谷本七星                           | 名城大                             | 1年                                | 第39回（2021年）・区間賞           |
| 2                                  | 15分38秒                           | 高見沢里歩                         | 松山大                             | 1年                                | 第34回（2016年）・区間賞           |
| 3                                  | 15分39秒                           | 和田優香里                         | 立命館大                           | 3年                                | 第34回（2016年）・区間2位          |
| 4                                  | 15分40秒                           | 菅野七虹                           | 立命館大                           | 2年                                | 第32回（2014年）・区間賞           |
| 4                                  | 15分40秒                           | 増渕祐香                           | 名城大                             | 1年                                | 第38回（2020年）・区間賞           |
| 6                                  | 15分42秒                           | 蔦野萌々香                         | 大東文化大                         | 2年                                | 第42回（2024年）・区間賞           |
| 7                                  | 15分45秒                           | 石川苺                             | 城西大                             | 2年                                | 第42回（2024年）・区間2位          |
| 8                                  | 15分47秒                           | 池本愛                             | 立命館大                           | 3年                                | 第33回（2015年）・区間賞           |
| 8                                  | 15分47秒                           | 山本有真                           | 名城大                             | 1年                                | 第37回（2019年）・区間賞           |
| 8                                  | 15分47秒                           | 岡島楓                             | 日本体育大                         | 4年                                | 第39回（2021年）・区間2位          |

- 5区（9.2 km）五橋中学校前→石井組前

| 現行区間（第31回大会以降）記録10傑 | 現行区間（第31回大会以降）記録10傑 | 現行区間（第31回大会以降）記録10傑 | 現行区間（第31回大会以降）記録10傑 | 現行区間（第31回大会以降）記録10傑 | 現行区間（第31回大会以降）記録10傑 |
|                                    | タイム                             | 氏名                               | 所属                               | 学年                               | 年次・順位                         |
| ---------------------------------- | ---------------------------------- | ---------------------------------- | ---------------------------------- | ---------------------------------- | ---------------------------------- |
| 1                                  | 28分00秒                           | 不破聖衣来                         | 拓殖大                             | 1年                                | 第39回（2021年）・区間賞           |
| 2                                  | 28分51秒                           | サラ・ワンジル                     | 大東文化大                         | 2年                                | 第42回（2024年）・区間賞           |
| 3                                  | 28分59秒                           | 鈴木優花                           | 大東文化大                         | 4年                                | 第39回（2021年）・区間2位          |
| 4                                  | 29分14秒                           | 加世田梨花                         | 名城大                             | 4年                                | 第38回（2020年）・区間賞           |
| -                                  | 29分20秒                           | サラ・ワンジル                     | 大東文化大                         | 1年                                | 第41回（2023年）・区間賞           |
| 5                                  | 29分24秒                           | 太田琴菜                           | 立命館大                           | 2年                                | 第33回（2015年）・区間賞           |
| 6                                  | 29分28秒                           | 小林成美                           | 名城大                             | 3年                                | 第39回（2021年）・区間3位          |
| 7                                  | 29分30秒                           | 関谷夏希                           | 大東文化大                         | 2年                                | 第35回（2017年）・区間賞           |
| -                                  | 29分32秒                           | 関谷夏希                           | 大東文化大                         | 3年                                | 第36回（2018年）・区間賞           |
| 8                                  | 29分33秒                           | 中地こころ                         | 立命館大                           | 4年                                | 第42回（2024年）・区間2位          |
| -                                  | 29分39秒                           | 不破聖衣来                         | 拓殖大                             | 2年                                | 第40回（2022年）・区間賞           |
| 9                                  | 29分40秒                           | 野田沙織                           | 大阪学院大                         | 4年                                | 第32回（2014年）・区間賞           |
| 10                                 | 29分43秒                           | 村山愛美沙                         | 東北福祉大                         | 2年                                | 第42回（2024年）・区間3位          |

- 6区（7.6 km）石井組前→仙台市陸上競技場

| 現行区間（第41回大会以降）記録10傑 | 現行区間（第41回大会以降）記録10傑 | 現行区間（第41回大会以降）記録10傑 | 現行区間（第41回大会以降）記録10傑 | 現行区間（第41回大会以降）記録10傑 | 現行区間（第41回大会以降）記録10傑 |
|                                    | タイム                             | 氏名                               | 所属                               | 学年                               | 年次・順位                         |
| ---------------------------------- | ---------------------------------- | ---------------------------------- | ---------------------------------- | ---------------------------------- | ---------------------------------- |
| 1                                  | 24分46秒                           | 谷本七星                           | 名城大                             | 3年                                | 第41回（2023年）・区間賞           |
| 2                                  | 24分58秒                           | 土屋舞琴                           | 立命館大                           | 3年                                | 第42回（2024年）・区間賞           |
| -                                  | 25分07秒                           | 谷本七星                           | 名城大                             | 4年                                | 第42回（2024年）・区間2位          |
| 3                                  | 25分08秒                           | 小林朝                             | 立命館大                           | 4年                                | 第41回（2023年）・区間2位          |
| 4                                  | 25分10秒                           | 金子陽向                           | 城西大                             | 2年                                | 第41回（2023年）・区間3位          |
| 5                                  | 25分14秒                           | 長島奈南                           | 城西国際大                         | 1年                                | 第41回（2023年）・区間4位          |
| 6                                  | 25分23秒                           | 野田真理耶                         | 大東文化大                         | 1年                                | 第41回（2023年）・区間5位          |
| 7                                  | 25分28秒                           | 尾方唯莉                           | 日本体育大                         | 4年                                | 第42回（2024年）・区間3位          |
| 8                                  | 25分29秒                           | 古原夏音                           | 大阪芸術大                         | 4年                                | 第41回（2023年）・区間6位          |
| 9                                  | 25分35秒                           | 髙橋葵                             | 城西大                             | 3年                                | 第42回（2024年）・区間4位          |
| 10                                 | 25分36秒                           | 山中ほの香                         | 大阪学院大                         | 4年                                | 第41回（2023年）・区間7位          |
| 10                                 | 25分36秒                           | 風間歩佳                           | 中央大                             | 4年                                | 第41回（2023年）・区間7位          |

## テレビ中継

### 朝日放送・テレビ朝日系列時代
第1回（1983年）大会から第22回（2004年）大会までは大阪市が開催地となり、テレビ中継ホスト局の朝日放送（ABC）がテレビ朝日系列フルネット局にて放送していた（大阪府、大阪市、朝日新聞社、テレビ朝日などが後援）。実況は朝日放送（ABC）と北海道テレビ、テレビ朝日、名古屋テレビ（メ〜テレ）のアナウンサーが合同で務めていた。大会の協賛スポンサーは江崎グリコ（1983年〜1995年）→ミキハウス（1996年〜1998年）→プロミス（1999年）→新光証券（2000年〜2004年）と交代していった。
ABC・テレビ朝日系列時代の途中まで使用されていたオープニングとエンディングのテーマ曲は、制作局のABCや九州朝日放送（KBC）など一部の系列局は同局スポーツ番組テーマ曲「ウィーンはいつもウィーン」を使用したが、テレビ朝日などはテレビ朝日のスポーツ番組テーマ曲「朝日に栄光あれ」に差し替えていた（提供読みもネット局側で差し替え）。その後、『福岡国際マラソン』の放送がNHKからテレビ朝日に移行した1992年からは『駅伝・マラソン4大決戦』共通テーマ曲が使用されるようになり、2003・2004年は各年度のテレビ朝日系列スポーツテーマ曲が使用された（但し、2002年は大会20回記念という事で倉木麻衣の「Ride on time」が使用された。）。

### ミヤギテレビ・日本テレビ系列時代
仙台市で開催する第23回（2005年）大会から、主催社を読売新聞社、大会特別協賛社をスターツグループに変更。運営車を提供するトヨタ自動車も協賛社に名を連ねているほか、2010年大会からパナソニック、2011年大会よりマイナビも協賛社に加わっている。
テレビ中継のホスト局はミヤギテレビ（地元の日本テレビ系列局）だが、日本テレビが中継の制作業務を主導する関係で、レースの実況を両局のアナウンサーで分担している。一部の中継所で、両局の女性アナウンサーに実況を任せていることが特徴。第38回（2020年）以降の大会の中継では、秩父英里（仙台市在住の音楽家）のオリジナル曲「Beyond the Moment」を中継のテーマソングに用いているほか、日本テレビの女性アナウンサーが3号車（リポートバイク）でも実況することがある。
2005年には、中継制作・放送体制やスポンサーセールスなどの条件が整っていなかったため、中継の録画映像を日本テレビ系列局の一部で大会の翌週以降に放送するだけにとどまっていた。体制を整えた第24回（2006年）大会からは、テレビ大分以外のNNS加盟全局に向けて、全国ネットで生中継を実施している。またCS放送の日テレジータスでは後日録画放送を行う。第40回（2022年）大会からは動画配信サービスTVerでもリアルタイム配信されている。
- 11:45～12:00「まもなく全日本大学女子駅伝」（一部地域を除く）
- 12:00～14:35「スターツスポーツスペシャル 第○○回全日本大学女子駅伝」

生中継には『新春スポーツスペシャル箱根駅伝』と同じ字幕スーパーやウィンドウシステムが用いられていて、翌年の箱根駅伝中継の際の予行演習やソフトウェアのチェックなども兼ねている。また、放送内では『男の箱根 女の仙台』のキャッチコピーも用いられている。
大会前には、日本テレビほか一部地域とBS日テレで55分間の特別番組「全日本大学女子駅伝直前SP」が放送される（日テレジータスでも後日放送）。
- イメージソング

第26回（2008年）大会：馬場俊英「いつか君に追い風が」
第27回（2009年）大会：水樹奈々「STORIES」
第28回（2010年）大会：KG「Songs of love duet with 中嶋ユキノ」
第31回（2013年）大会：Dorothy Little Happy「ASIAN STONE」
第32回（2014年）大会：Dorothy Little Happy「Breaking through」
第33回（2015年）大会：大原櫻子「Dear My Dream」
第34回（2016年）大会：西内まりや「Keep It Up」
第35回（2017年）大会：chay「あともう少し」
第36回（2018年）大会：ももいろクローバーZ「GODSPEED」
第37回（2019年）大会：山本彩「TRUE BLUE」

#### 第32回（2014年）大会
- 解説
  - センター：金哲彦
  - ゲスト：岩田裕子
  - 1号車：高橋尚子
- 実況
  - センター：蛯原哲（日本テレビ）
  - 1号車：田中毅（日本テレビ）
  - 2号車：加藤智也（ミヤギテレビ）
  - バイク：佐藤義朗（日本テレビ）
  - 第1中継所：山本紘之（日本テレビ）
  - 第2中継所：安藤翔（日本テレビ）
  - 第3中継所：鈴木沙喜代（ミヤギテレビ）
  - 第4中継所：外賀幸一（ミヤギテレビ）
  - 第5中継所：後藤晴菜（日本テレビ）
  - フィニッシュ：町田浩徳（日本テレビ）
  - 直前番組・インタビュアー：杉野真実（日本テレビ）

#### 第33回（2015年）大会
- 解説
  - センター：金哲彦
  - ゲスト：前田彩里
  - 1号車：高橋尚子
- 実況
  - センター：森圭介（日本テレビ）
  - 1号車：田中毅（日本テレビ）
  - 2号車：加藤智也（ミヤギテレビ）
  - バイク：佐藤義朗（日本テレビ）
  - 第1中継所：山本紘之（日本テレビ）
  - 第2中継所：川畑一志（日本テレビ）
  - 第3中継所：鈴木沙喜代（ミヤギテレビ）
  - 第4中継所：外賀幸一（ミヤギテレビ）
  - 第5中継所：後藤晴菜（日本テレビ）
  - フィニッシュ：
  - 直前番組・インタビュアー：杉野真実（日本テレビ）

#### 第34回（2016年）大会
- 解説
  - センター：高橋尚子
  - 1号車：加納由理
- 実況
  - センター：森圭介（日本テレビ）
  - 1号車：中野謙吾（日本テレビ）
  - 2号車：加藤智也（ミヤギテレビ）
  - バイク：山本紘之（日本テレビ）
  - 第1中継所：川畑一志（日本テレビ）
  - 第2中継所：山﨑誠（日本テレビ）
  - 第3中継所：松原稜典（ミヤギテレビ）
  - 第4中継所：鈴木沙喜代（ミヤギテレビ）
  - 第5中継所：杉野真実（日本テレビ）
  - フィニッシュ：田中毅（日本テレビ）
  - 直前番組・インタビュアー：畑下由佳（日本テレビ）

#### 第35回（2017年）大会
- 解説
  - センター：高橋尚子
  - 1号車：赤羽有紀子
- 実況
  - センター：森圭介（日本テレビ）
  - 1号車：中野謙吾（日本テレビ）
  - 2号車：加藤智也（ミヤギテレビ）
  - 3号車：安藤翔（日本テレビ）
  - 第1中継所：山﨑誠（日本テレビ）
  - 第2中継所：平松修造（日本テレビ）
  - 第3中継所：松原稜典（ミヤギテレビ）
  - 第4中継所：鈴木沙喜代（ミヤギテレビ）
  - 第5中継所：杉野真実（日本テレビ）
  - フィニッシュ：田中毅（日本テレビ）
  - 直前番組・インタビュアー：畑下由佳（日本テレビ）

#### 第36回（2018年）大会
- 解説
  - センター：高橋尚子
  - 1号車：樋口紀子
- 実況
  - センター：田中毅（日本テレビ）
  - 1号車：中野謙吾（日本テレビ）
  - 2号車：加藤智也（ミヤギテレビ）
  - 3号車：安藤翔（日本テレビ）
  - 第1中継所：山﨑誠（日本テレビ）
  - 第2中継所：後藤晴菜（日本テレビ）
  - 第3中継所：松原稜典（ミヤギテレビ）
  - 第4中継所：鈴木沙喜代（ミヤギテレビ）
  - 第5中継所：杉野真実（日本テレビ）
  - フィニッシュ：菅谷大介（日本テレビ）
  - 直前番組・インタビュアー：畑下由佳（日本テレビ）

#### 第37回（2019年）大会
- 解説
  - センター：高橋尚子
  - 1号車：樋口紀子
- 実況
  - センター：田中毅（日本テレビ）
  - 1号車：佐藤義朗（日本テレビ）
  - 2号車：松原稜典（ミヤギテレビ）
  - 3号車：安藤翔（日本テレビ）
  - 第1中継所：川畑一志（日本テレビ）
  - 第2中継所：平松修造（日本テレビ）
  - 第3中継所：白壁里沙子（ミヤギテレビ）
  - 第4中継所：外賀幸一（ミヤギテレビ）
  - 第5中継所：佐藤梨那（日本テレビ）
  - フィニッシュ：菅谷大介（日本テレビ）
  - 直前番組・インタビュアー：佐藤真知子（日本テレビ）

#### 第38回（2020年）大会
- 解説
  - センター：高橋尚子
  - 1号車：田中智美
- 実況
  - センター：田中毅（日本テレビ）
  - 1号車：佐藤義朗（日本テレビ）
  - 2号車：松原稜典（ミヤギテレビ）
  - 3号車：後藤晴菜（日本テレビ）
  - 第1中継所：山本健太（日本テレビ）
  - 第2中継所：杉野真実（日本テレビ）
  - 第3中継所：白壁里沙子（ミヤギテレビ）
  - 第4中継所：外賀幸一（ミヤギテレビ）
  - 第5中継所：佐藤梨那（日本テレビ）
  - フィニッシュ：菅谷大介（日本テレビ）
  - 直前番組・インタビュアー：佐藤真知子（日本テレビ）

#### 第39回（2021年）大会
- 解説
  - センター：高橋尚子
  - 1号車：小林祐梨子
- 実況
  - センター：中野謙吾（日本テレビ）
  - 1号車：佐藤義朗（日本テレビ）
  - 2号車：松原稜典（ミヤギテレビ）
  - 3号車：後藤晴菜（日本テレビ）
  - 第1中継所：安藤翔（日本テレビ）
  - 第2中継所：杉野真実（日本テレビ）
  - 第3中継所：青木秀尚（ミヤギテレビ）
  - 第4中継所：白壁里沙子（ミヤギテレビ）
  - 第5中継所：杉原凜（日本テレビ）
  - フィニッシュ：田中毅（日本テレビ）
  - 直前番組・インタビュアー：佐藤真知子（日本テレビ）

#### 第40回（2022年）大会
- 解説
  - センター：高橋尚子
  - 1号車：田中智美
- 実況
  - センター：中野謙吾（日本テレビ）
  - 1号車：菅谷大介（日本テレビ）
  - 2号車：松原稜典（ミヤギテレビ）
  - 3号車：平松修造（日本テレビ）
  - 第1中継所：伊藤大海（日本テレビ）
  - 第2中継所：杉野真実（日本テレビ）
  - 第3中継所：青木秀尚（ミヤギテレビ）
  - 第4中継所：白壁里沙子（ミヤギテレビ）
  - 第5中継所：杉原凜（日本テレビ）
  - フィニッシュ：山本健太（日本テレビ）
  - 直前番組・インタビュアー：石川みなみ（日本テレビ）

#### 第41回（2023年）大会
- 解説
  - センター：高橋尚子
  - 1号車：小林祐梨子
- 実況
  - センター：田中毅（日本テレビ）
  - 1号車：山本健太（日本テレビ）
  - 2号車：平松修造（日本テレビ）
  - 3号車：杉野真実（日本テレビ）
  - 第1中継所：大町怜央（日本テレビ）
  - 第2中継所：杉原凜（日本テレビ）
  - 第3中継所：福盛田悠（ミヤギテレビ）
  - 第4中継所：青木秀尚（ミヤギテレビ）
  - 第5中継所：外賀幸一（ミヤギテレビ）
  - スタート・フィニッシュ：森圭介（日本テレビ）
  - 直前番組・インタビュアー：石川みなみ（日本テレビ）

#### 第42回（2024年）大会
- 解説
  - センター：高橋尚子
  - 1号車：小林祐梨子
- 実況
  - センター：中野謙吾（日本テレビ）
  - 1号車：山本健太（日本テレビ）
  - 2号車：白壁里沙子（ミヤギテレビ）
  - 3号車：平松修造（日本テレビ）
  - 第1中継所：大町怜央（日本テレビ）
  - 第2中継所：杉原凜（日本テレビ）
  - 第3中継所：浅野航平（ミヤギテレビ）
  - 第4中継所：青木秀尚（ミヤギテレビ）
  - 第5中継所：石川みなみ（日本テレビ）
  - スタート・フィニッシュ：杉野真実（日本テレビ）
  - 直前番組・インタビュアー：小髙茉緒（日本テレビ）